# 모신나강
모신-나강은 5발 볼트 액션, 내장 탄창 급탄식 군용 소총이다. 러시아와 구 소련에서 공식적으로는 3선 소총 M1891, 모신 소총(러시아어: винтовка Мосина, ISO 9: vintovka Mosina)으로 알려져 있으며, 비공식적으로는 그냥 모신카(러시아어: мосинка)라고 불렸다. 주로 7.62×54mmR 탄약을 사용한다.
1882년부터 1891년까지 개발되어 러시아 제국, 소련 및 기타 여러 국가의 군대에서 사용되었다. 1891년 이래로 3,700만 대 이상이 생산되어 역사상 가장 많이 생산된 군용 볼트 액션 소총 중 하나이다. 오래된 총임에도 불구하고 오늘날까지 전 세계의 여러 분쟁에서 사용되고 있다.

## 역사

### 초기 설계 및 테스트
러시아-튀르크 전쟁 (1877년~1878년) 동안, 대부분 단발식 베르단 소총으로 무장한 러시아 제국군은 특히 유혈 낭자했던 플레벤 공방전에서 오스만군이 윈체스터 1866 연발 소총으로 무장한 데 맞서 막대한 사상자를 냈다. 이는 러시아 지휘관들에게 육군의 일반 보병 무기를 현대화할 필요성을 보여주었다.
러시아 제국 전쟁부의 GAU는 다양한 무기를 획득하여 시험했으며, 1889년에는 프랑스로부터 준공식 채널을 통해 르벨 모델 1886 소총을 입수했다. 이 소총은 탄약통과 탄알 모델과 함께 공급되었지만, 뇌관이나 무연 화약은 없었다. 이러한 문제들은 러시아 과학자와 엔지니어들이 해결했으며 (예를 들어, 무연 화약은 드미트리 멘델레예프가 직접 생산했다).
1889년, 세 자루의 소총이 평가를 위해 제출되었다. 제국군 세르게이 모신 대위는 자신의 "3선" 구경 (.30 구경, 7.62 mm) 소총을 제출했으며, 벨기에의 설계자 에밀 나강은 "3.5선" (.35 구경, 9 mm) 설계를 제출했다. 그리고 한 진노비예프 대위는 또 다른 "3선" 설계를 제출했다 (1 "선" = 1⁄10 in or 2.54 mm, 따라서 3선 = 7.62 mm).
1891년에 시험이 끝났을 때, 평가자들은 평가에서 의견이 갈렸다. 나강 소총의 주요 단점은 더 복잡한 메커니즘과 길고 지루한 분해 절차(특별한 도구가 필요했고, 두 개의 고정 장치를 풀어야 했다)였다. 모신 소총은 "장인의 사전 생산"으로 인해 그의 소총 300자루의 제조 및 재료 품질이 낮다는 비판을 주로 받았다. 위원회는 처음에 14대 10으로 모신 소총을 승인하기로 결정했다. 이 시점에서 기존 위원회를 개편하여 소구경 소총 제작 위원회(Комиссия для выработки образца малокалиберного ружья)로 명칭을 변경하고, 그러한 소총의 최종 요구 사항을 서면으로 명시하기로 결정했다. 발명가들은 최종 설계를 제출하여 이에 응했다. 위원회 의장인 차긴 장군은 위원회의 감독 하에 후속 시험을 지시했고, 그 결과 모신의 설계에 기반한 볼트 액션 소총이 3선 소총 M1891(трёхлинейная винтовка образца 1891 года)이라는 이름으로 생산에 들어갔다.
서방에서 사용되는 통칭 "모신-나강"은 지속적으로 사용되지만, 나강의 법적 분쟁에서 확립되었듯이 잘못된 명칭이다.

### 기술적 상세
게베어 98과 마찬가지로, 1891년형 모신 소총은 두 개의 전면 잠금 러그를 사용하여 작동을 잠근다. 그러나 모신 소총의 러그는 수평 위치에서 잠기는 반면, 마우저는 수직으로 잠긴다. 모신 소총의 볼트 몸통은 여러 부분으로 구성되어 있는 반면, 마우저의 볼트 몸통은 일체형이다. 모신 소총은 리엔필드처럼 상호 교환 가능한 볼트 헤드를 사용한다. 탄약이 탄창에서 급탄될 때 탄약통 밑에 고정된 추출기가 딸깍하고 끼워지는 제어식 급탄 볼트 헤드를 사용하는 마우저와 달리, 모신 소총은 볼트가 최종적으로 닫힐 때 스프링이 장착된 추출기가 탄약통 밑에 딸깍하고 끼워지는 푸시 급탄 움푹 들어간 볼트 헤드를 가지고 있으며, 이는 게베어 1888과 M91 카르카노 또는 레밍턴 700과 같은 현대식 스포츠용 소총과 유사하다. 마우저와 마찬가지로, 모신 소총은 리시버에 장착된 블레이드식 배출기를 사용한다. 모신 소총의 볼트는 단순히 리시버의 가장 뒤쪽까지 완전히 당긴 다음 방아쇠를 당기면 제거되는 반면, 마우저는 방아쇠와 분리된 볼트 스톱 레버가 있다.
마우저처럼, 모신-나강의 볼트 리프트 아크는 90도인 반면, 리엔필드는 60도이다. 마우저 볼트 핸들은 볼트 몸통의 후방에 있으며 견고한 후방 리시버 링 뒤에서 잠긴다. 모신 볼트 핸들은 만리허와 유사하다. 볼트 몸통의 중앙 돌출부에 부착되어 볼트 가이드 역할을 하며, 분할된 후방 리시버 링 앞에서 배출/장전 포트 밖으로 튀어나와 잠기며, 마우저의 "세 번째" 또는 "안전" 러그와 유사한 기능도 한다.
모신 소총 총열의 강선은 오른쪽으로 회전하는(총열을 내려다볼 때 시계 방향) 4개의 홈이 있으며, 1:9.5인치 또는 1:10인치의 비틀림을 가지고 있다. 5발 고정식 금속 탄창은 탄약을 개별적으로 삽입하거나, 군사적으로는 5발 스트리퍼 클립을 사용하여 장전하는 경우가 더 많다.

### 초기 생산

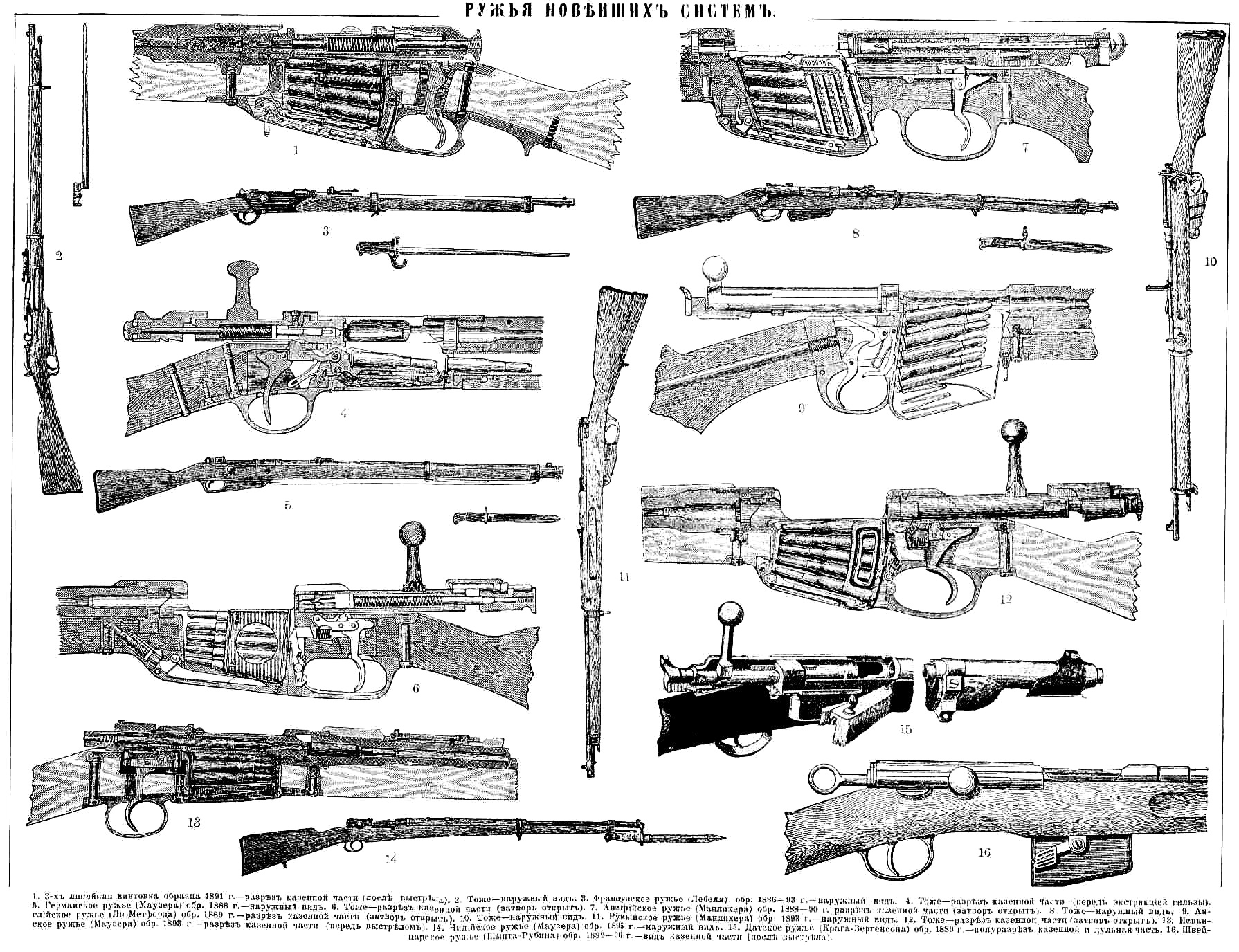
1891년형 모델 도식 (왼쪽 상단)

1891년에 러시아 군대에서 채택된 3선 소총, 모델 1891은 1892년부터 툴라 조병창, 이젭스크 조병창 및 세스트로레츠크 조병창의 병기 공장에서 생산이 시작되었다. 프랑스 병기 공장인 샤텔로 조병창에 500,000자루의 소총 주문이 이루어졌다.

### 나강의 법적 분쟁
나강 소총의 실패에도 불구하고, 그는 특허 소송을 제기하여 승자에게 돌아갈 금액을 받을 자격이 있다고 주장했다. 나강은 처음에 모신의 설계에서 차용한 것이지만, 차단기에 대한 국제 특허 보호를 가장 먼저 신청한 것으로 보였다. 모신은 러시아군 장교였기 때문에 특허를 신청할 수 없었고, 소총의 설계는 정부 소유였으며 군사 비밀의 지위를 가지고 있었다.
나강이 러시아에서 다시는 시험에 참여하지 않겠다고 위협하고, 일부 관리들이 나강이 당시 러시아에서 군사 발명품에 부여된 비밀 상태에 의해 보호되던 차단기 설계를 차용하여 러시아 법을 위반했으므로 추가 시험에서 나강을 추방할 것을 제안하면서 스캔들이 터지기 직전이었다. 위원회는 나강이 경쟁 정부에 의해 고용되지 않고 일반적으로 협력하고 경험과 기술을 공유하려는 몇 안 되는 생산자 중 한 명이라는 점을 고려하여, 승자인 모신이 받은 상금과 동일한 금액인 200,000 러시아 루블을 지불했다. 소총은 알렉산드르 3세가 반노프스키 국방장관의 의견을 바탕으로 내린 개인적인 결정 때문에 모신이라는 이름을 받지 못했다.
차르 자신이 이 문서에서 "러시아"라는 단어를 직접 지웠다. 나강에게 돈을 지불하기로 한 결정은 현명한 것으로 판명되었다. 그는 러시아 정부의 주요 계약자로 남아 있었고, 나강 M1895 리볼버는 나중에 러시아군의 주요 보조 무기로 채택되었다.
그러나 지불에도 불구하고 나강은 상황을 홍보에 이용하려고 시도했고, 그 결과 "모신-나강"이라는 이름이 서방 언론에 등장하게 되었다. 기술적인 관점에서 보면 "모신-나강"이라고 불리게 된 소총은 나강의 설계에서 일부 세부 사항을 차용한 모신이 추가로 수정하여 제안한 설계이다. 1924년 이후에야 소련에서 공식적으로 "모신 소총"으로 명명되었지만, 일부 변형은 여전히 생산 연도만으로 알려져 있었다.

### 개발 이후
1889년 알렉산드르 3세는 러시아군에 "구경이 작은 소총과 무연 화약이 장전된 탄약"으로 소총 개발에서 유럽 표준을 충족하거나 초과하도록 명령했다. 이 경우, 모신나강은 600 미터 매 초 (2,000 ft/s)를 초과하는 "높은 탄속"을 가질 것이며, 이는 거의 2km에 이르는 더 긴 사거리를 확보할 수 있었다. 새로운 모신 소총은 당시 러시아군이 사용하던 베르단 소총을 대체할 것이었다.
모신 소총은 1893년 파미르에서 러시아군과 아프가니스탄 군 간의 충돌 중에 처음으로 전투에서 시험되었다. 러일 전쟁은 이 소총이 사용된 첫 주요 분쟁이었다. 1904년 전쟁이 발발할 무렵, 모신나강 약 380만 자루가 생산되었으며, 적대 행위가 시작될 때 러시아 기병 및 모든 예비군에게 150만 자루 이상이 보급되었다.

### 제1차 세계 대전

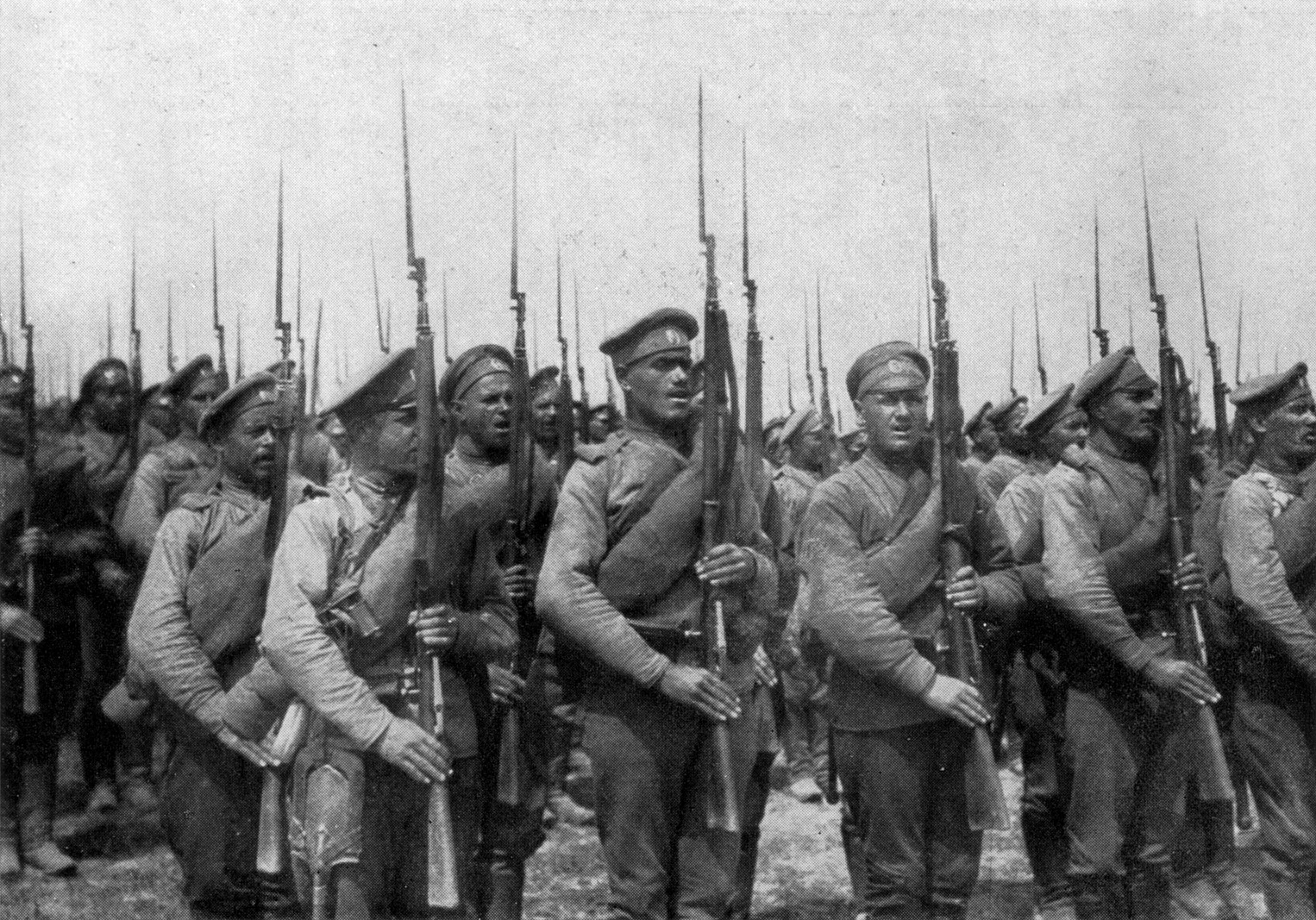
제1차 세계 대전 중 모신-나강 소총으로 무장한 러시아 제국 보병

제1차 세계 대전 발발과 함께, 생산은 단순화를 위해 M1891 용가병 및 보병 모델로 제한되었다. 절박한 무기 부족과 아직 개발 중인 국내 산업의 단점 때문에, 러시아 정부는 1915년에 미국 레밍턴 암스에 150만 자루의 M1891 보병 소총을, 뉴 잉글랜드 웨스팅하우스 컴퍼니에 180만 자루를 주문했다. 레밍턴은 1917년 10월 혁명으로 생산이 중단되기 전에 75만 자루의 소총을 생산했다. 동맹국 (제1차 세계 대전)과 당시 소비에트 러시아 간의 적대 행위를 종식시킨 브레스트-리토프스크 조약이 체결될 때까지 러시아로의 인도량은 469,951자루에 달했다. 그 후 블라디미르 레닌의 새로운 볼셰비키 정부는 모신나강을 제조하는 미국 회사들에 대한 지불을 취소했.

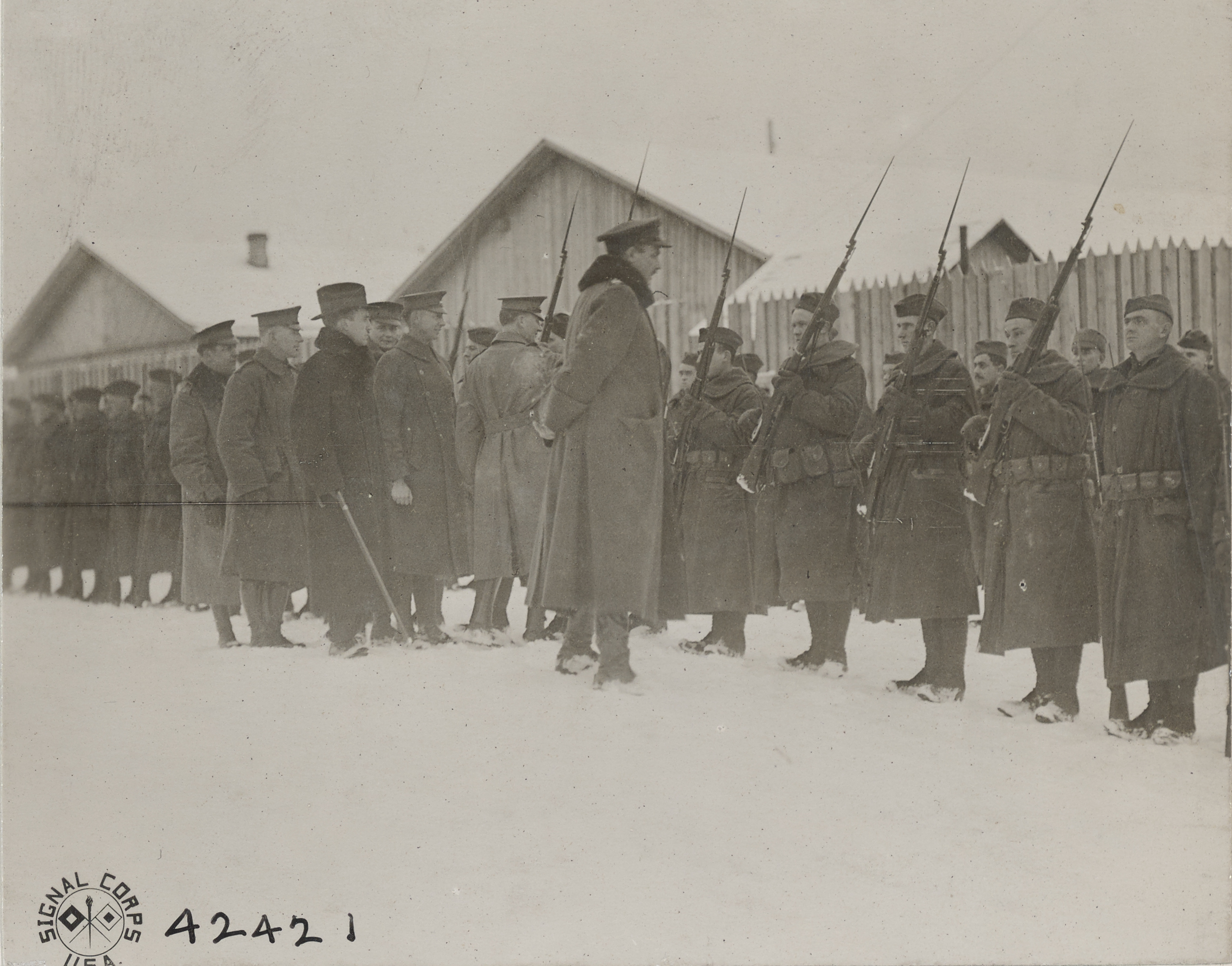
아르한겔스크, 러시아, 1918년 11월 20일. 모신-나강 소총으로 무장한 미군 339보병연대가 북러시아 개입군 사령관인 영국 육군 에드먼드 아이언사이드 장군의 사열을 받고 있다.

레밍턴과 웨스팅하우스가 공산주의자들의 결정으로 파산 직전에 처하자, 남아있는 280,000자루의 소총은 미국 육군이 인수했다. 북러시아 전역에 파견된 미국 및 영국 원정군은 이 소총으로 무장하고 1918년 여름 늦게 무르만스크와 아르한겔스크로 파견되어, 차르 군대에 전달된 대량의 군수품이 동맹국에 의해 점령되는 것을 막았다. 남은 소총은 미 육군 병력 훈련에 사용되었다. 일부는 미 국민군, SATC, ROTC 부대에 보급되었다. 1917년, 50,000자루의 소총이 블라디보스토크를 통해 시베리아의 체코슬로바키아 군단에 보내졌다.
많은 수의 모신-나강이 독일군과 오스트리아-헝가리군에 의해 노획되어 양군 후방 부대와 독일 황립해군에서 사용되었다. 이 무기들 중 다수는 1920년대에 핀란드에 판매되었다.

### 남북 전쟁, 현대화 및 핀란드와의 전쟁
러시아 내전 동안 보병 및 드라군 버전이 여전히 생산되었지만, 그 수는 현저히 줄어들었다. 이 소총은 내전의 모든 교전국에 의해 널리 사용되었다. 1924년, 붉은 군대의 승리 이후, 30년 이상 사용되어 온 소총을 현대화하기 위한 위원회가 설립되었다. 이러한 노력으로 원래 드라군 버전의 설계를 기반으로 한 모델 91/30 소총이 개발되었다. 총열 길이는 7 cm (2.8 in) 단축되었다. 조준경 측정 단위는 아르신에서 미터로 변경되었으며, 전방 조준경 블레이드는 정렬 불량에 덜 취약한 덮개형 기둥 전방 조준경으로 교체되었다. 볼트에도 약간의 수정이 있었지만, 초기 모델 1891 및 소위 "코사크 드라군" 소총과의 상호 교환을 막을 정도는 아니었다.
핀란드는 1917년까지 러시아 제국의 대공국이었으므로, 핀란드인들은 제국군에서 모신-나강을 오랫동안 사용해왔다. 이 소총은 짧은 핀란드 내전에서 사용되었으며, 신생 공화국 군대의 제식 소총으로 채택되었다. 핀란드는 여러 모신-나강 변형을 생산했으며, 이들 모두 러시아제, 미국제, 프랑스제 또는 (나중에) 소련제 소총의 리시버를 사용하여 제조되었다. 핀란드는 또한 최소한의 수정만 거친 노획된 M91 및 M91/30 소총을 다수 활용했다. 그 결과, 이 소총은 제2차 세계 대전 중 겨울 전쟁과 계속 전쟁 양측에서 사용되었다. 핀란드 모신-나강은 SAKO, 티카코스키, VKT에서 생산되었으며, 일부는 스위스와 독일에서 수입된 총열을 사용했다. M39 소총을 조립할 때 핀란드 병기고는 1891년으로 거슬러 올라가는 "육각형" 리시버를 재사용했다. 핀란드 소총은 상자에 SA 스탬프가 찍힌 러시아제, 프랑스제 또는 미국제 리시버와 해당 국가에서 생산된 기타 여러 부품, 그리고 핀란드, 스위스, 오스트리아, 벨기에 및 독일에서 생산된 총열로 특징지어진다. 핀란드인들은 또한 모신-나강 소총용으로 두 조각으로 된 "핑거 스플라이스" 개머리판을 제조했다.
또한 이 소총은 스페인 내전에서 공화파 반-프랑코군에게 원조로 배포되었다. 스페인 내전 모신 소총은 총신과 개머리판의 슬롯에 러시아식 슬링을 위한 "도그 칼라"를 장착하기 위해 삽입된 와이어 슬링 걸이로 쉽게 식별할 수 있어 서유럽식 소총 슬링을 사용할 수 있었다.

### 제2차 세계 대전
전쟁이 시작될 때, 모신-나강 91/30은 소련군 표준 제식 무기였다. 역사상 가장 큰 동원된 군대를 위해 제2차 세계 대전 중에 수백만 자루가 생산되었다.

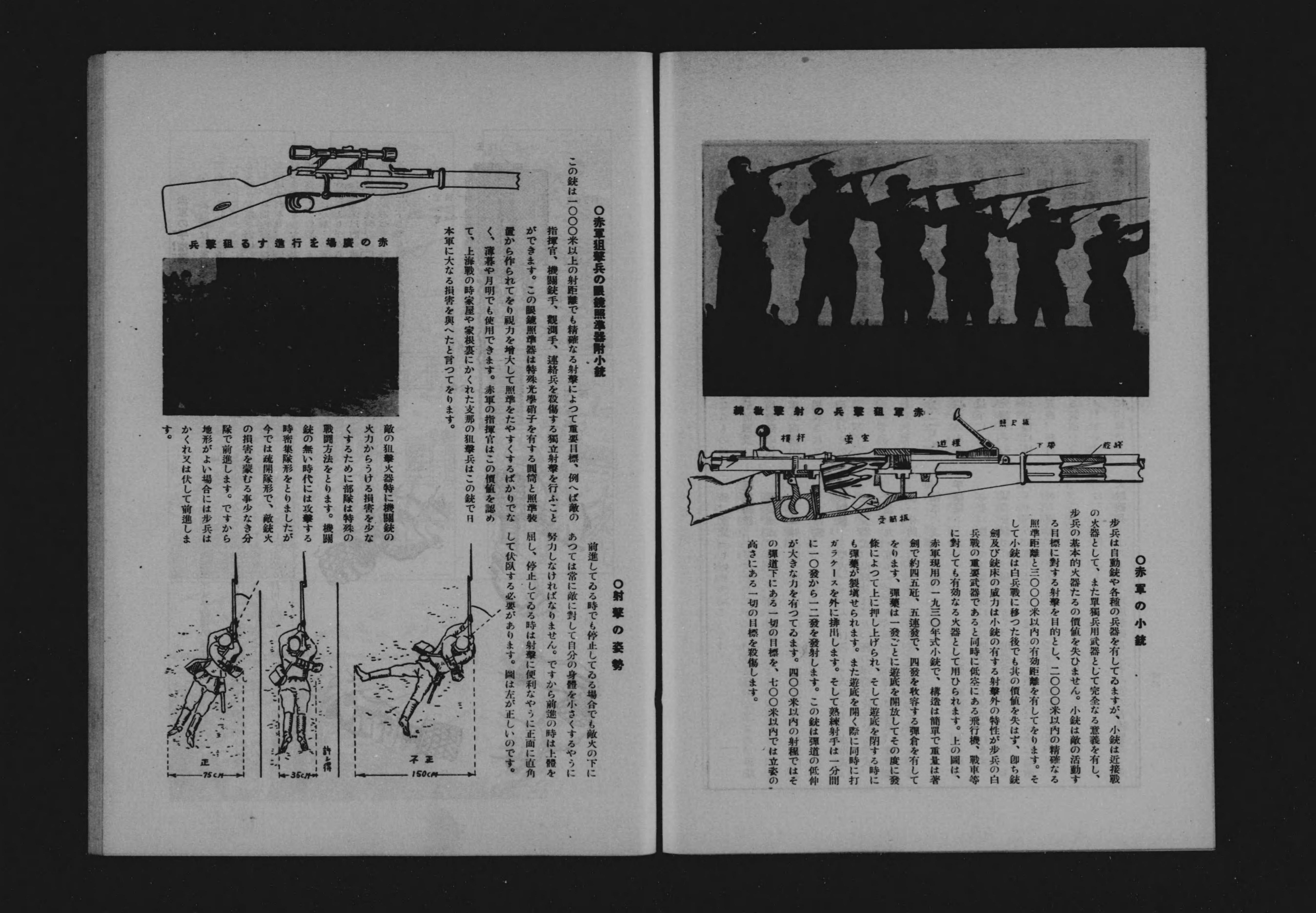
1938년 일본 육군 잡지에서 출판된 책에는 소련 붉은 군대 군사 고문이 1937년 상하이 전투에서 중국군이 사용했던 모신-나강 저격 소총(PE 또는 PEM 조준경 장착)으로 일본군에 큰 손실을 입혔다고 말하는 대화가 인용되어 있다.

모신-나강 모델 1891/30은 1932년부터 저격소총으로 개조되었으며, 처음에는 독일제 마운트와 조준경을 사용했고 1931년부터는 국내 설계(PE, PEM)를 사용했으며, 1942년부터는 3.5배율 PU 고정 초점 조준경이 장착되었다. 이 소총은 동부 전선의 잔혹한 시가전에서 매우 두드러지게 사용되었는데, 바실리 자이체프, 류드밀라 파블리첸코, 이반 시도렌코, 로자 샤니나와 같은 저격수들을 영웅으로 만들었다. 핀란드 또한 모신-나강을 저격소총으로 사용했으며, 자체 설계 및 노획된 소련제 소총으로 비슷한 성공을 거두었다. 예를 들어, 시모 해위해는 505명의 소련군 병사를 사살한 것으로 알려져 있으며, 이들 중 다수는 그의 핀란드 M/28-30 파생형에 희생되었다. 해위해는 자신의 모신 소총에 조준경을 사용하지 않았다. 해위해는 사망 전 인터뷰에서 소련이 설계한 조준경과 마운트는 사수가 너무 많이 몸을 노출시키고 머리를 너무 높이 들어야 해서 적에게 발각될 가능성이 높아진다고 말했다. 또한, 조준경은 좌우로 움직일 때 햇빛을 반사하여 저격수의 위치를 노출시키는 경향이 있었다.
1935년~1936년에 91/30은 다시 한 번 수정되었는데, 이번에는 생산 시간을 단축하기 위해서였다. "육각형" 리시버는 원형 리시버로 변경되었다. 독일과의 전쟁이 발발하자, 모신-나강을 대량으로 생산해야 할 필요성으로 인해 가공이 더욱 단순화되고 소총의 마감이 떨어졌다. 전시 모신 소총은 평시에는 검사관을 통과하지 못했을 공구 자국과 거친 마감으로 쉽게 식별할 수 있다. 그러나 미학적 초점과 균일성 부족에도 불구하고, 모신 소총의 기본 기능은 손상되지 않았다.
또한 1938년에는 모신-나강의 기총 버전인 M38이 발행되었다. 이 총은 다른 모신 소총과 동일한 탄약통과 작동 방식을 사용했지만, 총신이 21.6 cm (8.5 in) 단축되어 전체 길이가 101.6 cm (40.0 in)로 줄어들었고, 총신 앞부분도 비례하여 단축되었다. 이 아이디어는 전투공병이나 통신병, 포병과 같이 갑작스러운 적의 진격으로부터 자신을 방어해야 할 필요성이 있을 수 있지만, 주요 임무는 전선 후방에 있는 병사들에게 M38을 보급하는 것이었다. 중요한 점은 M38의 전방 조준경이 모델 91/30의 십자형 총검이 총구에 장착될 수 없도록 위치해 있었다는 것이다.
시가전의 증가로 인해 M44 모델 모신 소총이 직접 개발되었다. 본질적으로 M44는 약간 변형된 총신 앞부분과 필요 없을 때 오른쪽으로 접히는 영구적으로 장착된 십자형 총검이 있는 M38이다. 특히 시가전에서는 모델 91/30보다 개선되었지만, 동부 전선에서는 M44가 거의 전투에 사용되지 않았다.
전쟁이 끝날 무렵, 약 1,980만 자루의 모신-나강 소총이 생산되었다.

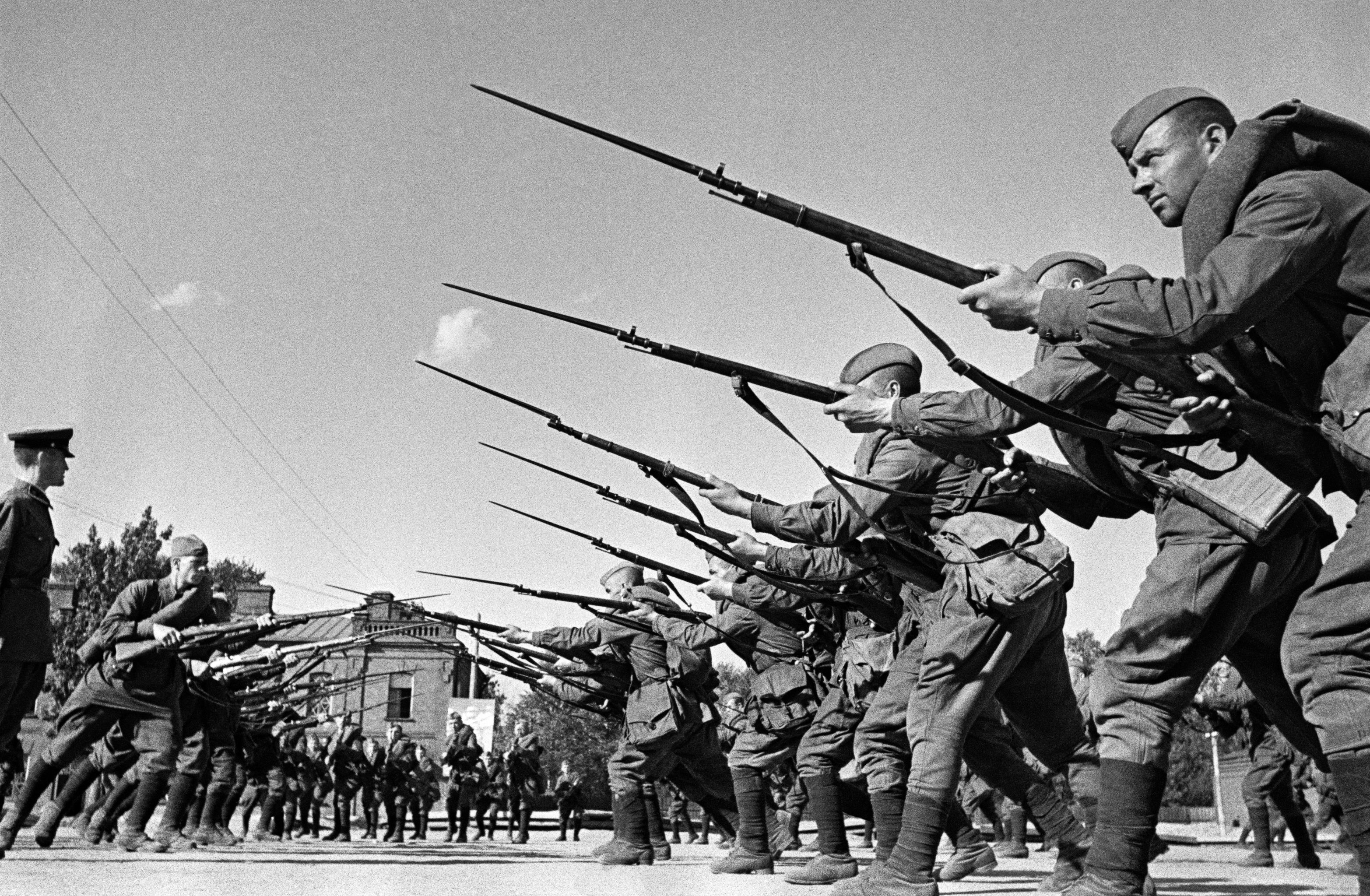
1941년 8월 모스크바, 전선으로 가기 전 모신-나강 소총 사용 훈련을 받는 보로실로프 연대 병사들.
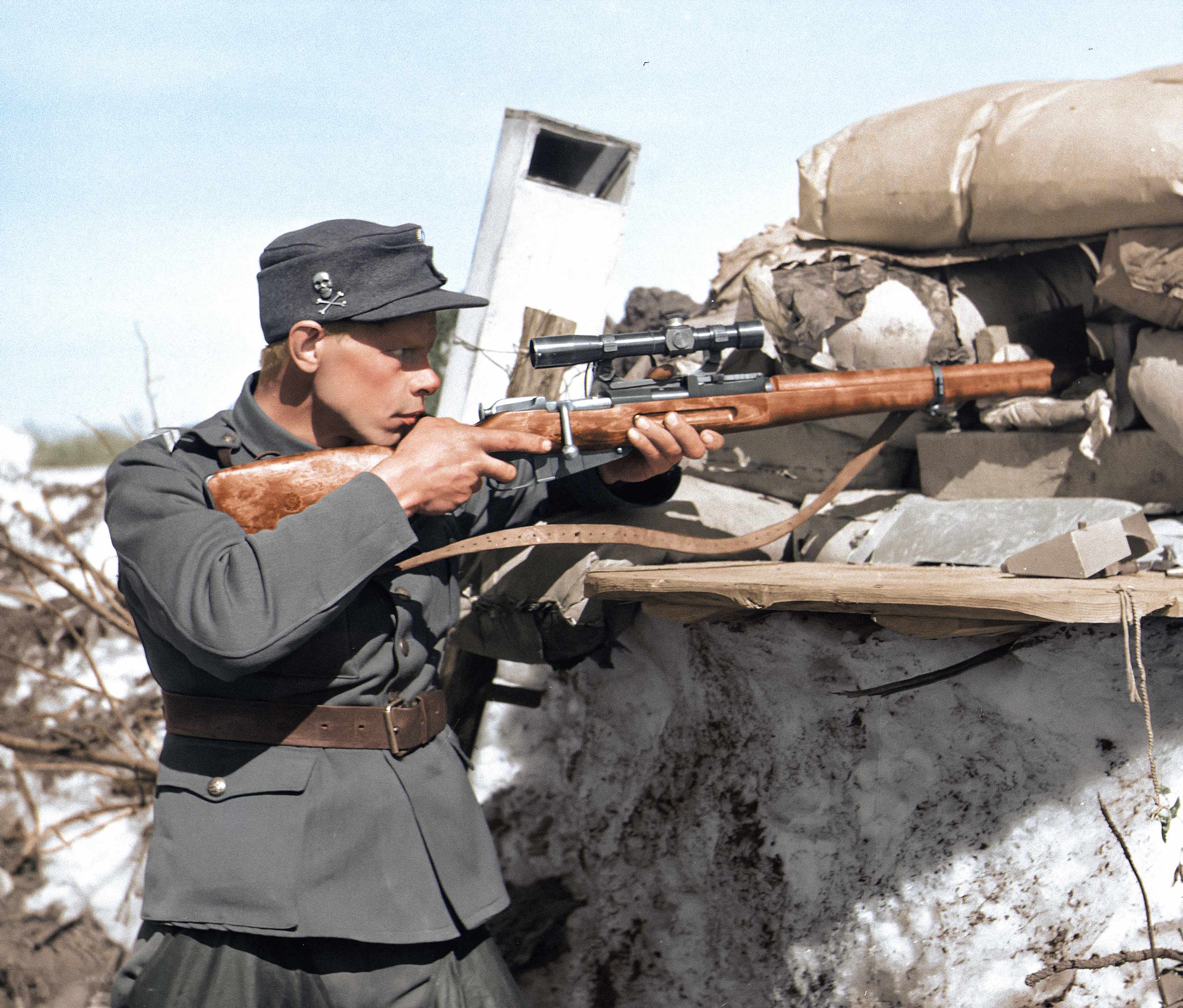
1942년 4월 15일 카렐리야 지협 발케아사리(벨루스트로프) 최전선에서 PEM 조준경이 달린 노획된 모신-나강 저격 소총을 들고 카메라맨을 위해 포즈를 취하고 있는 핀란드 제44국경 엽병 중대 상병 오니 리프포.
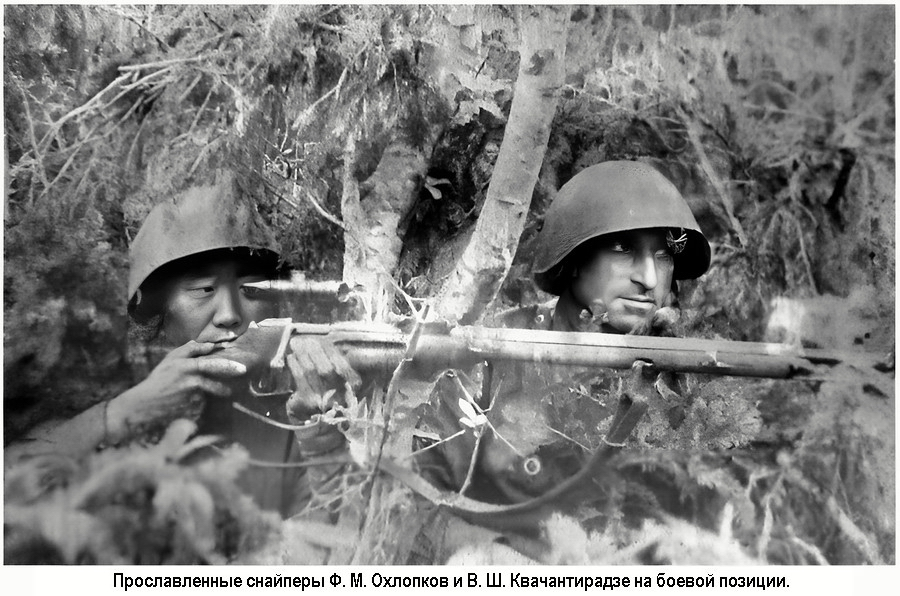
PU 조준경이 달린 모신-나강 저격 소총을 사용하는 유명한 소련 저격수 듀오 표도르 오클로프코프와 바실리 크바찬티라제

### 전 세계적 사용 증가

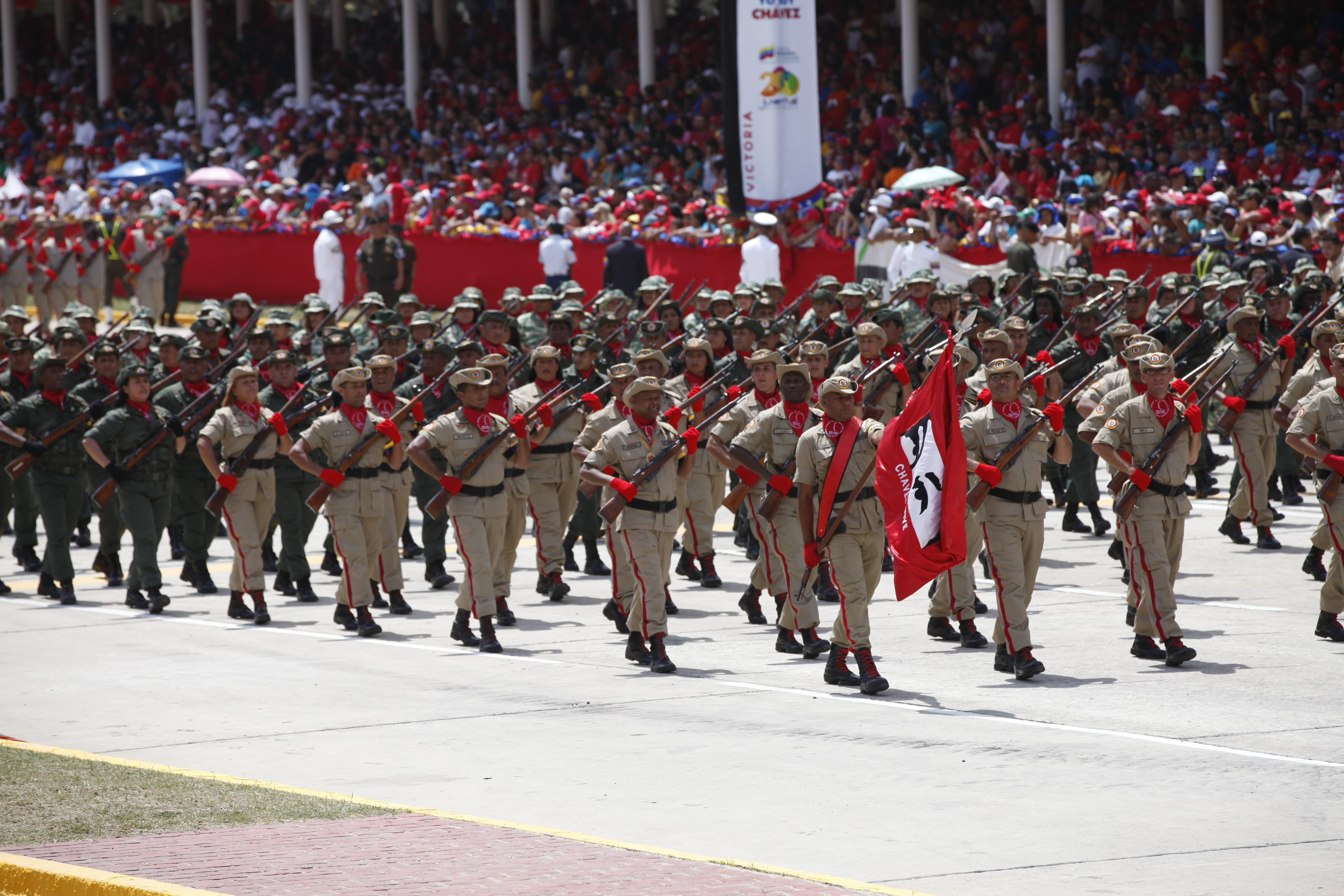
2014년 3월 5일 카라카스, 베네수엘라에서 열린 퍼레이드에서 모신-나강 소총으로 무장한 베네수엘라 국민 민병대

제2차 세계 대전 후 소련은 모든 모신-나강의 생산을 중단하고 SKS 계열 기총과 최종적으로 AK-47 계열 소총을 위해 이들을 퇴역 시켰다. 점점 더 구식화되어감에도 불구하고, 모신-나강은 수십 년 동안 동구권과 전 세계에서 계속 사용되었다. 모신-나강 소총과 기총은 한국과 베트남에서부터 아프가니스탄과 유럽의 철의 장막을 따라 많은 냉전 전선에서 사용되었다. 이들은 예비 비축품뿐만 아니라 최전선 보병 무기로도 보관되었다. 핀란드는 1973년까지 소량의 M39 모신-나강을 계속 생산했다.
냉전 기간 동안 소련, 중국, 동유럽으로부터 군사 원조를 받은 거의 모든 국가가 다양한 시기에 모신-나강을 사용했다. 소련의 영향권 내에 있던 중동 국가들, 즉 이집트, 시리아, 이라크, 아프가니스탄 및 팔레스타인 전사들은 다른 현대적인 무기들과 함께 모신-나강을 받았다. 모신-나강은 1980년대 소련-아프가니스탄 전쟁과 1980년대 후반 및 1990년대의 후속 내전에서 소련, 아프간 및 무자헤딘 군대의 손에 의해 사용되었다. 아프가니스탄에서의 사용은 1990년대와 21세기 초까지 북부 동맹군에 의해 계속되었다.

## 변형

### 러시아/소련

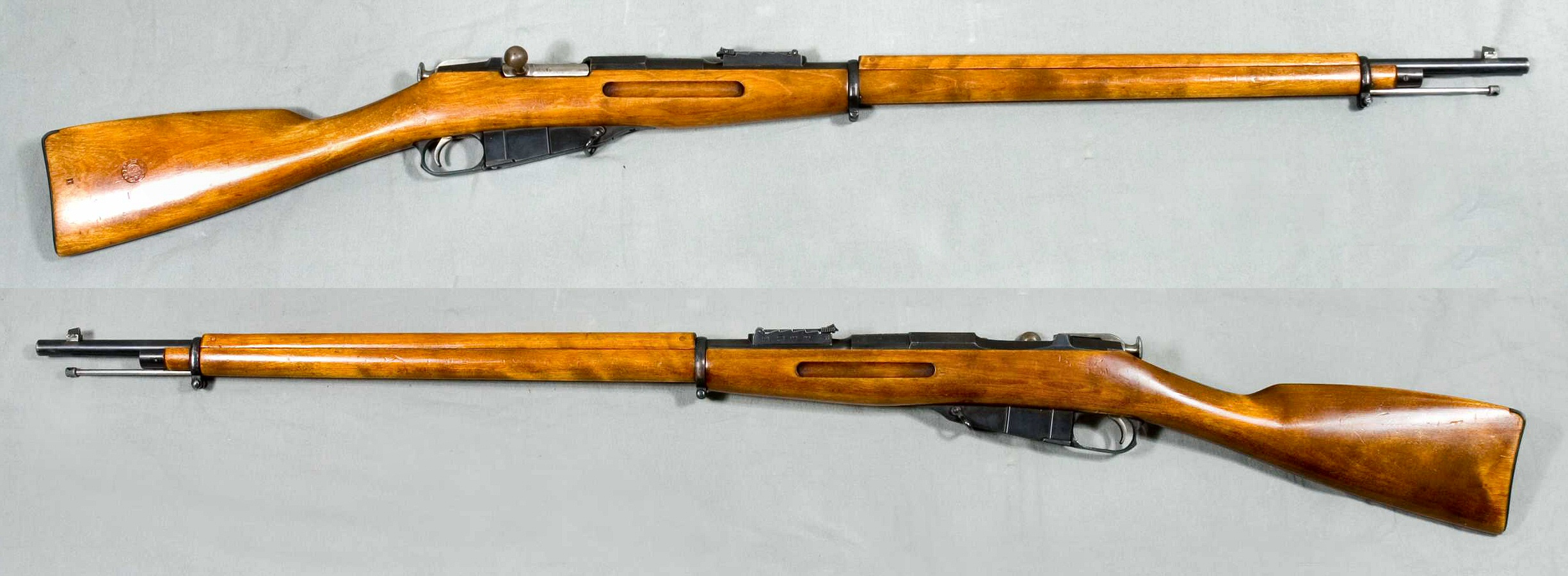
모신-나강 모델 1891 보병 소총

- 모델 1891 보병 소총(러시아어: пехотная винтовка образца 1891–го года): 1891년부터 1930년까지 러시아군 및 붉은 군대의 주력 보병 무기였다. 1891년부터 1910년까지 소총 설계에 다음과 같은 수정이 이루어졌다.
  - 조준경 변경.
  - 총신 앞부분에 보강 볼트 추가 (고속 147그레인 뾰족한 M1908 '스피처' 경량 탄환 채택으로 인한 것).
  - 방아쇠울 뒤의 강철 손가락 지지대 제거.
  - 새로운 총열 밴드.
  - 전통적인 회전식 마운트 대신 슬롯형 슬링 마운트 설치.

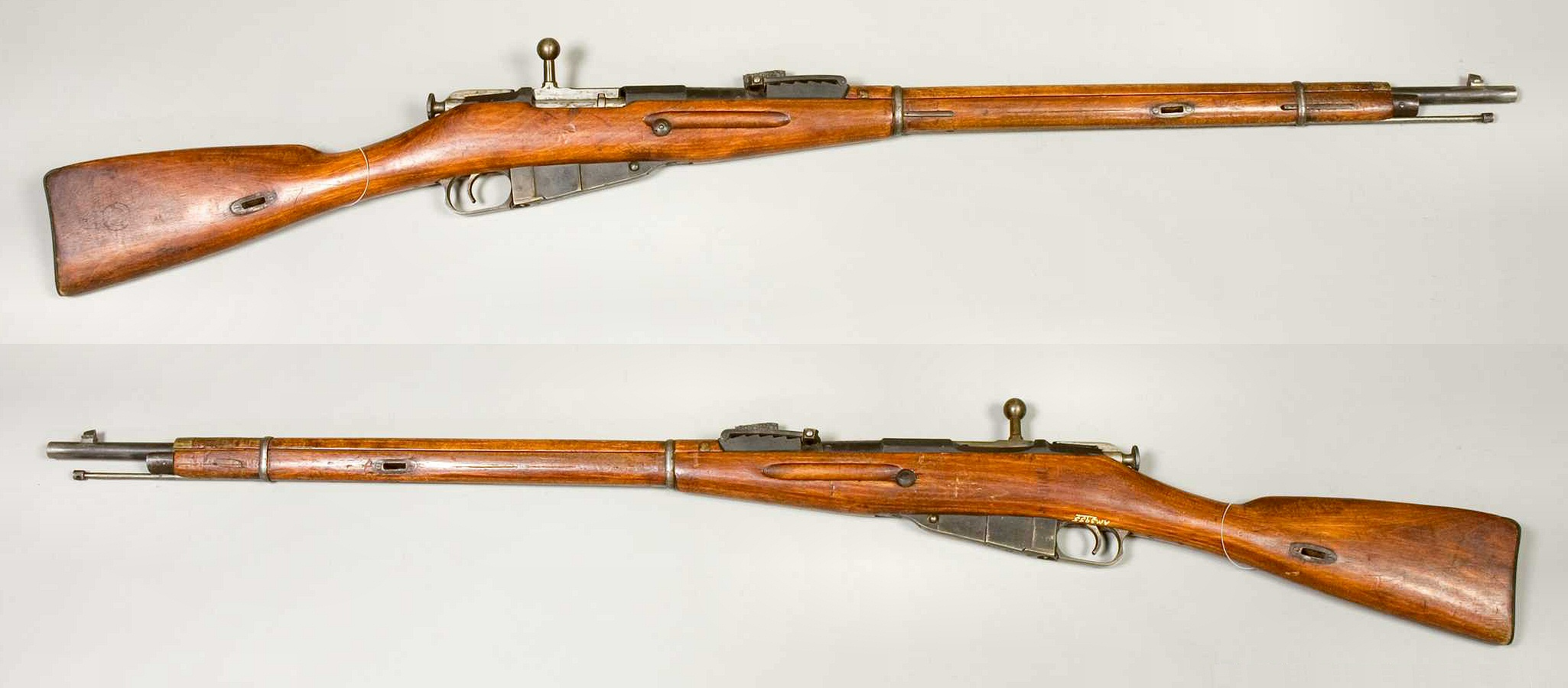
모신-나강 모델 1891 드라군 소총 (볼트가 잠금 해제된 상태에 유의).

- 드라군 소총(러시아어: драгунская): 드라군이 사용하도록 고안되었다. M1891보다 64 mm (2.5 in) 짧고 0.4 kg (0.9 lb) 가볍다. 드라군 소총의 치수는 나중의 M1891/30 소총과 동일하며, 대부분의 드라군 소총은 결국 M1891/30으로 재작업되었다. 수집가들에게 "구 드라군"으로 알려진 대부분의 소총은 1930년 이전의 날짜 각인으로 식별할 수 있지만, 소수의 드라군 소총은 1930년부터 1932년까지 생산되었으며 재작업 후에는 원래 M1891/30과 구별할 수 없게 되었다.
- 코사크 소총(казачья): 코사크 기병용으로 도입되었으며, 드라군 소총과 거의 동일하지만 총검 없이 사용하도록 조준되어 있다. 이 소총들은 또한 총검 없이 지급되었다.
- 모델 1907 기총: M1891보다 289 mm (11.4 in) 짧고 0.95 kg (2.1 lb) 가벼워 기병, 공병, 신호병, 포병에게 탁월한 모델이었다. 총신 앞부분까지 총열 덮개가 거의 덮여 있었기 때문에 총검을 장착하지 못했다. 소량으로 1917년까지 생산되었다.

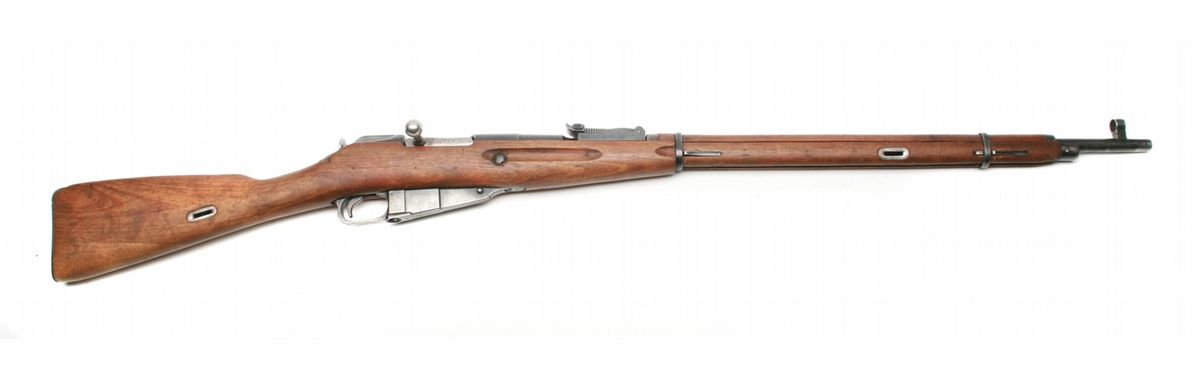
모신-나강 모델 1891/30

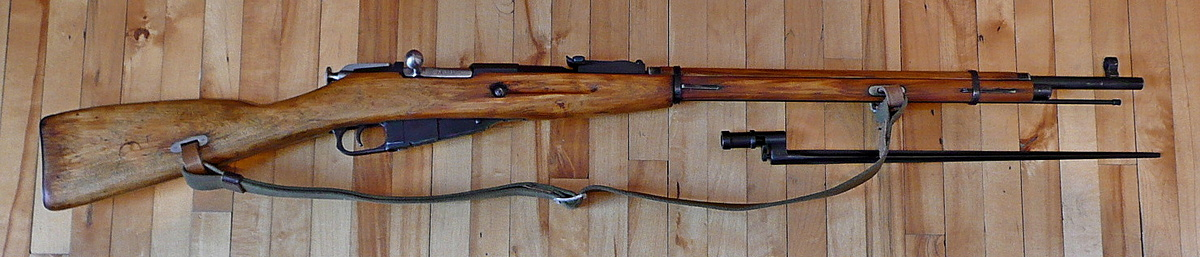
모신-나강 모델 1891/30 (1933년)

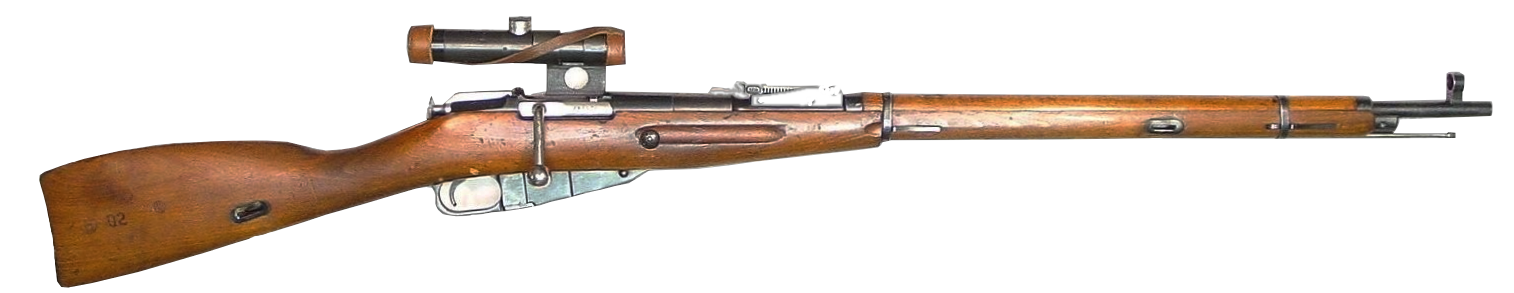
PU 3.5×21 조준경이 장착된 소련 모신-나강 모델 1891/30 저격소총

- 모델 1891/30(винтовка образца 1891/30-го года, винтовка Мосина): 모신-나강의 가장 많이 생산된 버전. 1930년부터 1945년까지 모든 소련 보병에게 표준 지급용으로 생산되었다. 대부분의 드라군 소총 또한 M1891/30 표준으로 개조되었다. 제2차 세계 대전에서 흔히 저격소총으로 사용되었다. 초기 저격 버전은 차이스 설계를 소련에서 복제한 3.87×30 PE 또는 PEM 조준경을 사용했고, 후기 소총은 더 작고 간단하며 생산하기 쉬운 3.5×21 PU 조준경을 사용했다. 조준경이 약실 위에 장착되었기 때문에, 사수가 조준경에 방해받지 않고 볼트를 조작할 수 있도록 저격 소총의 볼트 핸들은 더 길고 구부러진 버전("구부러진 볼트"로 모신 수집가 및 사수들에게 알려져 있음)으로 교체되었다. 미군 M1903A4 스프링필드 저격소총과 마찬가지로, 리시버 위에 조준경이 위치하여 스트리퍼 클립의 사용을 방해했다. 이 설계는 드라군 소총을 기반으로 다음과 같은 수정이 이루어졌다.
  - 평평한 후방 조준경과 아르신 대신 미터로 조준경 재각인.
  - 팔각형 리시버를 대체하는 원통형 리시버 (일반적으로 "육각형"이라고 불리지만, 실제로는 세 개의 팔각형 하단 평면이 아닌 다섯 개의 팔각형 상단 평면과 둥근 하단을 가지고 있다. 일반적으로 사용되는 용어로 육각형도 팔각형도 아니다.) 초기 생산 91/30 (1930년부터 1936년까지) 및 개조된 드라군 소총은 팔각형 리시버를 유지했다. 이 소총들은 덜 흔하며 수집가들에게 일반적으로 더 바람직한 것으로 간주된다.
  - 이전 무기의 블레이드 대신 덮개형 기둥 전방 조준경.[28]

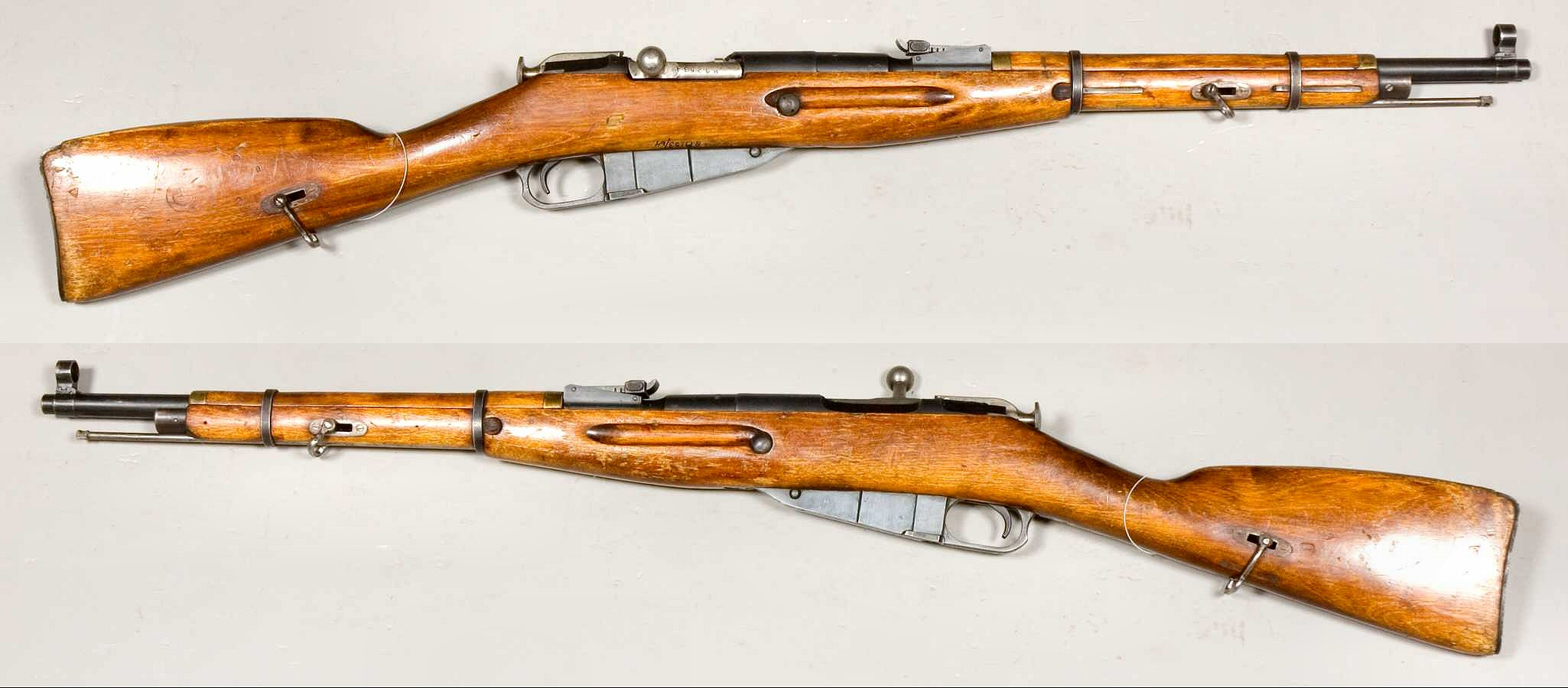
모신-나강 모델 1938 기총

- 모델 1938 기총: M1891/30 설계를 기반으로 한 기총으로, 1939년부터 1945년까지 이젭스크 조병창에서, 1940년과 1944년에 툴라에서 생산되었다. 이등병 및 비전투 병력용으로 고안되었다. 1945년에 생산된 M38 기총은 매우 적으며 수집가들 사이에서 매우 인기가 높다. 본질적으로 M1891/30의 총신과 개머리판이 짧아진 버전 (M38은 전체 길이가 1000mm (40인치)인 반면, 모델 91/30은 전체 길이가 1230mm (48인치)), 이 기총은 총검을 장착하지 않았으며, 실제로 표준 모델 91/30 총검이 맞지 않도록 설계되었다. 그러나 많은 M38 기총은 전시의 편의를 위해 소련군에 의해 M44 개머리판에 장착되었다. 올바른 M38 개머리판에 있는 M38은 M44 패턴 개머리판에 있는 M38보다 더 높은 가격에 거래된다. M38은 1944년에 M44 기총으로 대체되었다.[6]
- 모델 1944 기총: 이 기총은 1944년 후반에 도입되었으며 (1943년에 50,000개의 실전 시험용 견본이 생산됨) 1948년까지 생산되었다. 1943년부터 1948년까지 이젭스크 조병창에서, 1944년에만 툴라에서 생산되었다. 이 기총의 사양은 M1938과 매우 유사하며, 영구적으로 부착된 옆으로 접히는 십자형 총검이 독특하게 추가되었다. 접힌 총검을 위한 홈이 개머리판 오른쪽에 새겨져 있다. 1944년 2월부터 이 유형의 기총은 표준 소총을 대체하기 위해 붉은 군대 보병들에게 지급되었다.[29] 이 기총은 소련뿐만 아니라 다양한 위성 국가에서도 사용되었다.[6] 이들 중 다수는 전후에 카운터보어링되었다.
- 모델 1891/59 기총: 흔히 "91/59"라고 불리는 M1891/59는 M1891/30 소총을 기총 길이로 단축하고, 사거리를 반영하기 위해 후방 조준경 숫자를 부분적으로 갈아서 만들었다. 이 소총들은 갈아낸 M91/30 후방 조준경을 제외하고는 M38의 거의 복제품이다.[30] 리시버의 "1891/59" 표시는 이 기총이 1959년 또는 그 이후에 제작되었음을 시사한다. 처음에는 불가리아 또는 다른 소련 위성국가가 서방 침공에 대비하여 이 개조를 수행했다고 생각했지만, 실제로는 그런 침공은 일어나지 않았다. 최근 증거에 따르면 M91/59는 소련에서 공급받은 전시 생산 M91/30을 바탕으로 불가리아에서 실제로 생산되었다. 91/59의 총 생산량은 불확실하며, 총기 관련 문헌에는 100만 자루에서 300만 자루까지 다양하게 언급되어 있다.
- AV: 소련제 표적 소총
- OTs-48/OTs-48K: OTs-48/OTs-48K (ОЦ-48К) 저격 소총은 러시아에 여전히 보관 중이던 많은 잉여 모신 M1891/30 소총을 활용하기 위해 2000년경에 설계되었다. 툴라 시의 중앙 스포츠 및 사냥용 무기 설계국(TSKIB SOO)에서 "주문 생산" 방식으로 개발 및 제조되었으며, 이 소총은 오늘날 일부 러시아 법 집행 기관에서 제한적으로 사용되고 있다.[31][32]

### 에스토니아
에스토니아 독립 전쟁 이후, 에스토니아는 약 120,000정의 M/1891을 보유하고 있었고, 나중에 카이첼리트(에스토니아 방위군)는 핀란드 M28/30 소총을 일부 받았으며, 에스토니아 병기창에서도 몇 가지 현대화된 변형이 제작되었다.
- M1933 또는 1891/33은 에스토니아군의 표준 소총이었다.
- M1938: M1933의 추가 변형으로 12,000정 생산.
- KL300: 카이첼리트용 변형으로 4,025정 제작.
- M1935 "Lühendatud sõjapüss M1935": "단축 소총 M1935"는 600mm 총열을 가진 M1933의 단축 변형으로, 6,770정 생산.

### 핀란드

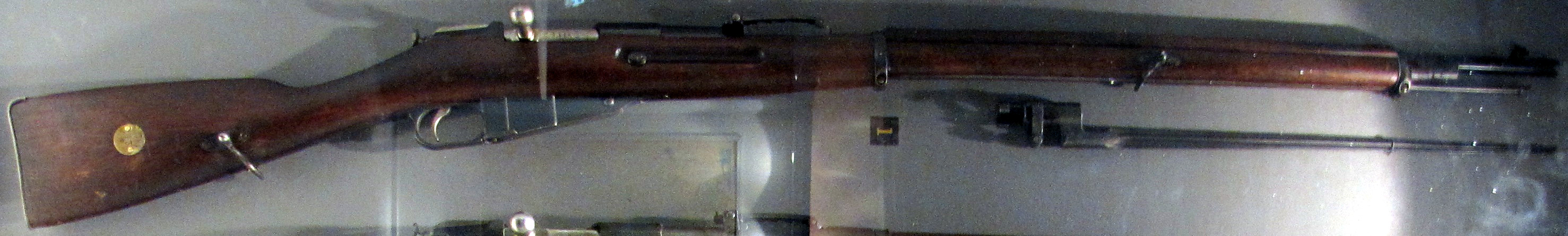
핀란드군 모델 91

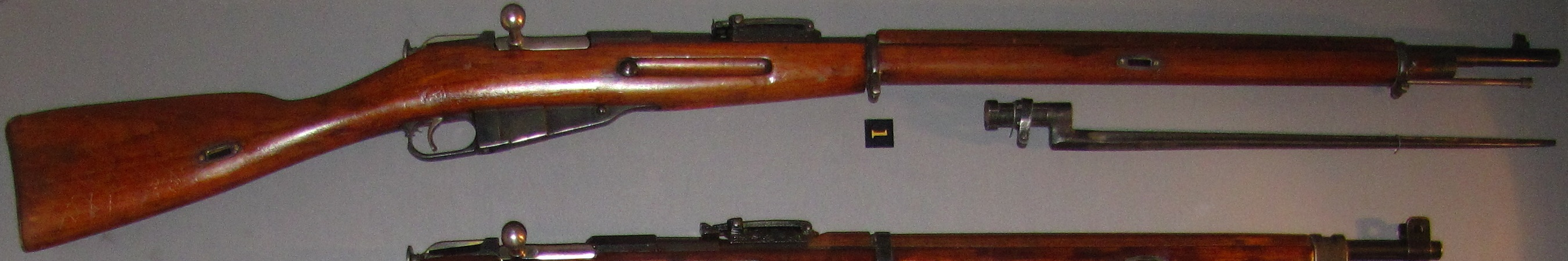
시민위병 모델 24

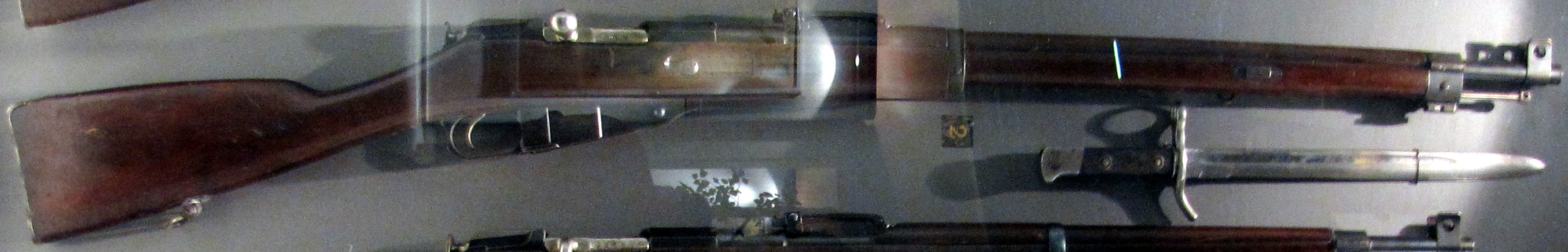
핀란드군 모델 27

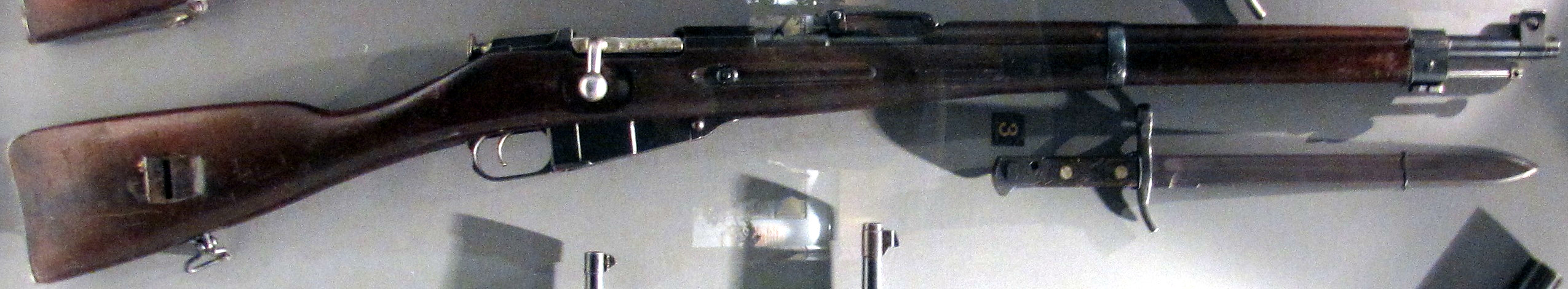
핀란드군 모델 27rv

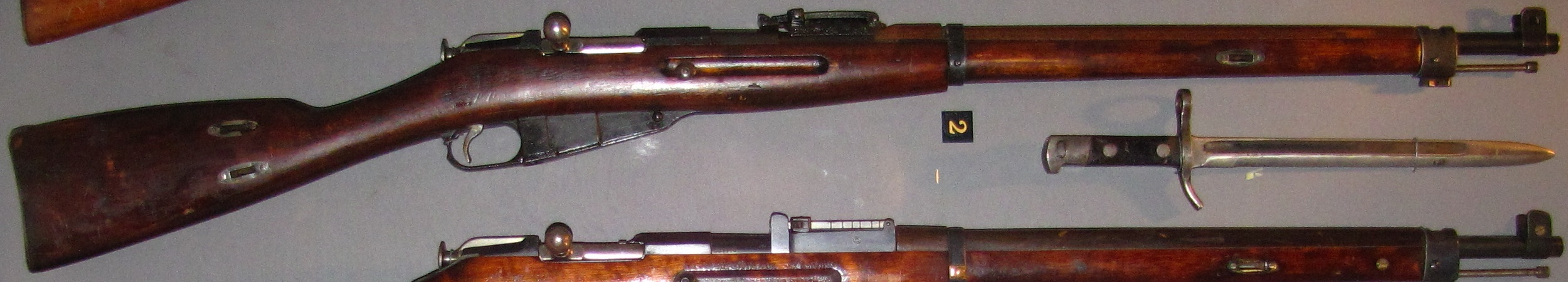
시민위병 모델 28

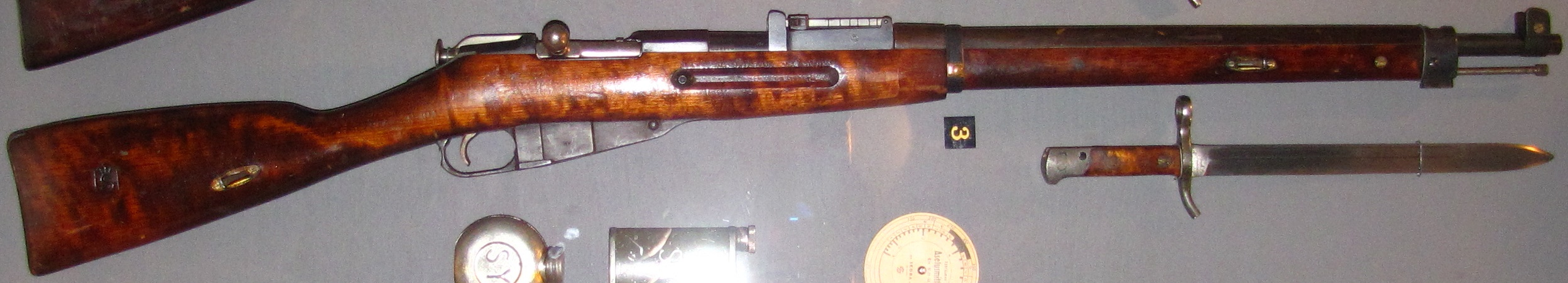
시민위병 모델 28–30

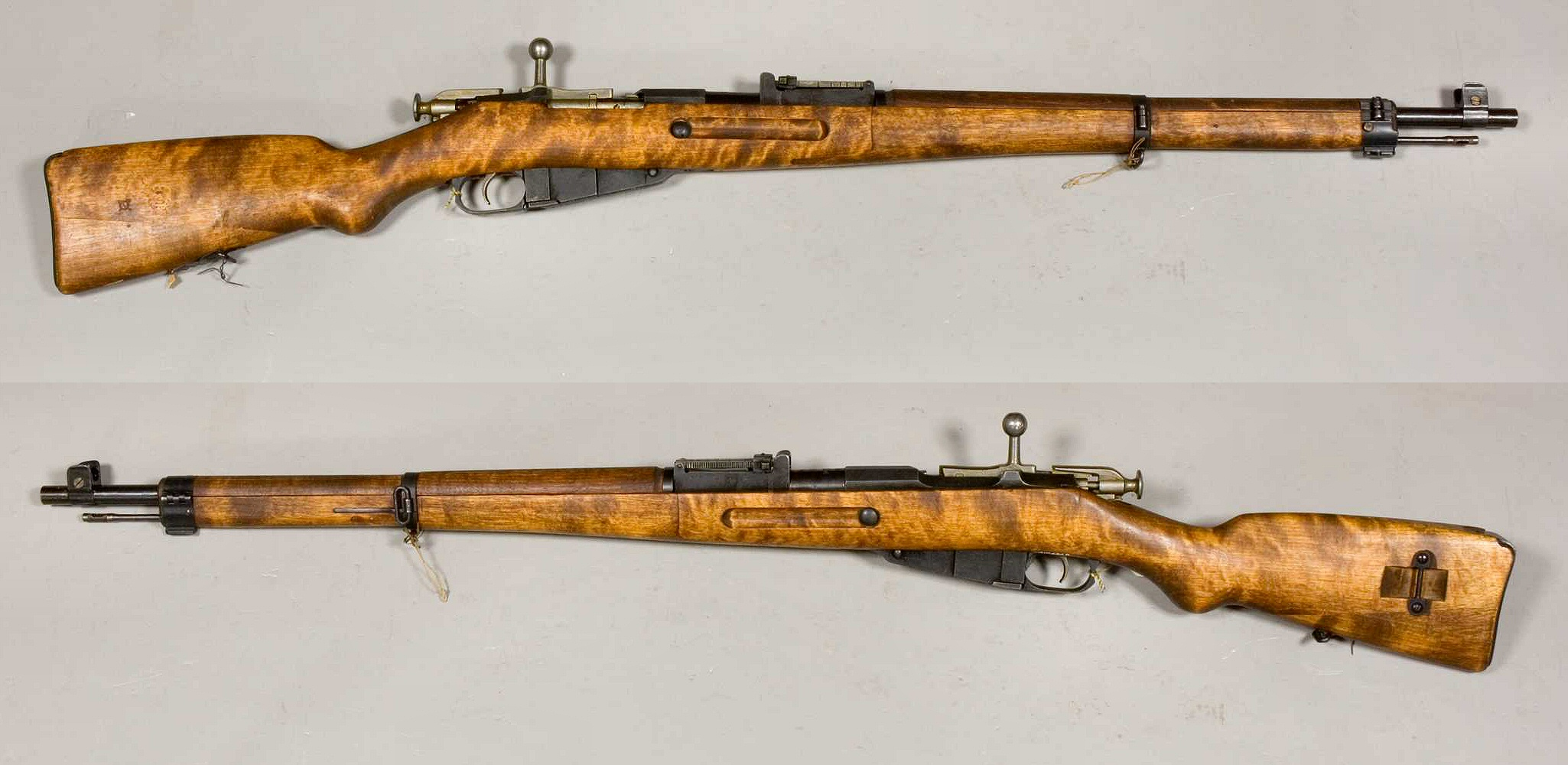
M/39 소총

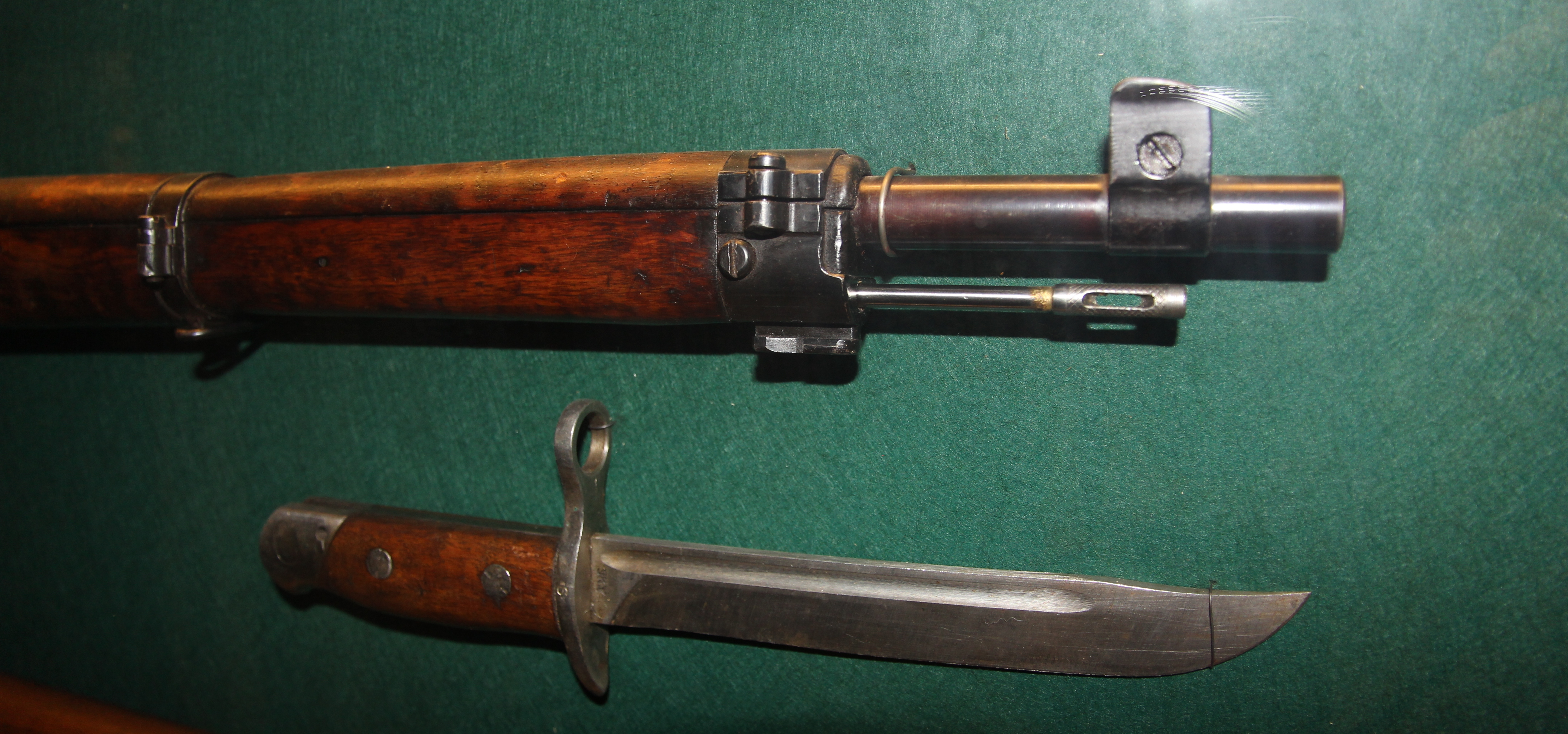
시민위병 M/39 총검

대부분의 핀란드 소총은 SAKO, 티카코스키 Oy 또는 VKT(발티온 키바리티다스, 국영 소총 공장, 전쟁 후 발티온 메탈리테흐타스(발메트)의 일부)에서 조립되었다. 핀란드 탄약통 7.62×53mmR은 러시아 7.62×54mmR의 약간 수정된 변형이며, 54R과 호환 가능한 것으로 간주된다. 그러나 핀란드 군용 탄약통의 구형 버전은 공칭 직경이 .308인 S-형 탄약을 장전했다. 1936년에 핀란드군은 기관총과 소총 모두를 위한 새로운 표준 제식 탄약통을 도입했다. 이 새로운 탄약통은 1934년에 설계된 새로운 탄약—D-166으로 장전되었으며, 이는 공칭 직경이 .310이었다. 새로운 제식 소총 M/39는 처음부터 D-166을 염두에 두고 설계되었으므로, 공칭 총열 직경이 .310이었다.
핀란드 소총용으로 수제 탄약은 M/39, 소련 및 대부분의 다른 모신-나강 소총에서 가장 좋은 결과를 내는 0.310-인치 (7.9 mm) 탄약 대신 다른 핀란드 모신-나강 변형에는 0.308-인치 (7.8 mm) 탄알을 사용해야 한다.
- M/91: 핀란드가 러시아로부터 독립했을 때, 핀란드 내 러시아군 창고에는 이미 190,000정 이상의 모델 1891 보병 소총이 비축되어 있었다. 그 결과, 이 소총은 핀란드군의 표준 무기로 채택되었고, 제1차 세계 대전 중 노획했던 다른 유럽 국가들로부터 잉여 모신-나강이 구매되었다.[33] 이 소총들은 핀란드군 표준을 충족하도록 정비되었고 M/91로 지정되었다. 1920년대 중반 티카코스키는 M/91용 새 총열을 제작했다. 나중에 1940년부터 티카코스키와 VKT는 새로운 M/91 소총 생산을 시작했다. VKT 생산은 새로운 M/39 소총에 대한 선호로 1942년에 중단되었지만, 티카코스키 생산은 1944년까지 계속되었다. M/91은 겨울 전쟁과 계속 전쟁에서 가장 널리 지급된 핀란드 소총이었다.[34]
- M/91rv: 구 러시아 모델 1891 드라군 소총을 기반으로 제작된 기병 소총으로, 독일 Karabiner 98a를 기반으로 한 슬링 슬롯이 추가되었다. 원래 러시아 슬링 슬롯도 유지되었다.[35]
- M/24: "로타 소총"으로 불리는 모델 24 또는 모델 1891/24는 핀란드 수오옐루스쿤타 (시민위병)가 착수한 첫 대규모 모신-나강 업그레이드 프로젝트였으며, 실제로는 소총의 세 가지 별도 변형이 존재했다. 총열은 SIG(Schweizerische Industrie Gesellschaft)와 독일 컨소시엄에서 생산되었다. 스위스산 총열은 표준 모신-나강 1891 총열 윤곽과 향상된 정확도를 위해 설계된 더 무거운 윤곽으로 모두 발견될 수 있었으며, 독일산 총열은 모두 중량 총열이었다.[36] SIG 생산 총열의 초기 계약은 1923년 4월 10일에 체결되었으며, 3,000개의 원래 모델 1891 총열 윤곽으로 생산된 새 총열에 대한 것이었다. 5,000개의 추가 중량 총열에 대한 후속 계약은 다음 해에 체결되었으며, 이 총열은 표준 모신-나강 총검을 장착하기 위해 총구 끝이 계단식으로 되어 있었다. 1924년부터 1926년까지 진행된 독일 계약은 모두 더 무겁고 계단식 총열에 대한 것이었으며, 두 개의 계약이 있었다: 하나는 5,000개의 총열에 대한 것이고 다른 하나는 8,000개의 총열에 대한 것이었다. 독일산 총열은 약실 아래쪽에 Bohler-Stahl라고 표시되어 있다. 모든 모델 24는 대문자 "S" 위에 세 개의 전나무 가지가 있는 시민위병 로고로 표시되어 있다. 모든 모델 24에는 방아쇠 당김을 개선하고 소총의 정확도를 높이기 위해 방아쇠 핀 주위에 코일 스프링이 장착되어 있다. 모델 24는 시민위병의 여성 보조 조직인 로타 스배르드의 이름을 따서 로타 소총(Lottakivääri)이라고 불렸는데, 로타 스배르드는 약 10,000정의 소총을 구매하고 수리 또는 재정비하는 데 자금을 모으는 데 중요한 역할을 했다.[37]
- M/27: 모델 27은 핀란드 육군이 모델 1891을 거의 완전히 재작업한 첫 번째 모델로, 전방 조준경 보호대가 스피츠 개의 쫑긋 선 귀와 닮았다고 하여 Pystykorva("스피츠")라는 별명을 얻었다. 1891년형의 리시버와 탄창은 유지되었지만, 685 mm (27.0 in)의 새로운 짧은 중량 총열이 장착되었다. 조준경은 수정되었다. 리시버와 볼트는 "날개"가 볼트 연결 바에 장착되고 리시버에 가공된 슬롯에 끼워지도록 수정되었다. 개머리판은 처음에는 1891년형 개머리판을 잘라내고 더 무거운 총열을 수용하기 위해 총열 채널을 넓혀서 생산되었다. 새로운 총열 밴드와 노즈 캡이 장착되었고 새로운 총검이 지급되었다. 수정된 개머리판은 약한 것으로 판명되어 병사들이 총검 격투를 연습하거나 총검을 장착하고 사격할 때 부러졌다. 이러한 문제와 다른 문제들로 인해 문제 해결책이 고안되고 기존 소총 재고가 수정되는 동안 1930년대 중반에 생산이 둔화되었다. 1927년 중반부터 1940년까지 생산된 모델 27은 겨울 전쟁에서 핀란드 육군의 주력 소총이었다.[38]
- M/27rv: M27의 기병 기총 버전 (rv는 ratsuväki, 직역: '기마 부대'의 약자). 2217정이 제작되었으며, 핀란드 최정예 기병 부대에 배정되었다. 이들의 격렬한 사용으로 인해 겨울 전쟁과 계속 전쟁 동안 거의 절반이 손실되었다. 살아남은 대부분의 예시는 수리 불능으로 판정되어 폐기되었고, 현재 300정 조금 넘게 남아있다. 이로 인해 이는 모든 핀란드 모신-나강 모델 중 가장 희귀한 모델이다.[38]
- M/28: 시민위병이 설계한 변형. M/28은 육군 M/27과 주로 총열 밴드 설계에서 차이가 나는데, M/27의 힌지식 밴드와 달리 M/28은 단일 부품이며, 개선된 방아쇠 설계를 특징으로 한다. M/28의 총열은 처음에는 SIG에서, 나중에는 티카코스키와 SAKO에서 구매되었다.[39]
- M/28–30: M/28의 업그레이드 버전. 가장 눈에 띄는 수정은 새로운 후방 조준경 디자인이다. 동일한 조준경이 다음 M/39 소총에도 사용되었는데, 사용자에게 명확하게 하기 위해 가장 가까운 사거리에 "1.5" 표시를 추가한 것이 유일한 차이점이었다. 마이크로미터 측정 및 현대 라푸아 D46/47 탄알 레이더 탄도 데이터와의 비교에 따르면, 이 표시는 150m에서 2000m까지의 전체 조정 범위에서 핀란드 라푸아 D46/D46 탄알과 놀라울 정도로 정확하게 일치한다.

방아쇠도 개선되었는데, 매우 긴 사전 이동 거리를 최소화하기 위해 코일 스프링이 추가되었다. 다음 모델인 M/39에는 이 개선 사항이 없다. 탄창도 걸림을 방지하기 위해 수정되었다. 탄창에는 소총 오른쪽에 "HV"(häiriövapaa, 직역: '걸림 없음') 문자가 각인되었다. 나중에 M/39는 동일한 디자인을 사용하지만 "HV" 스탬프는 없다. M/28–30에는 또한 총신 덮개의 앞부분에 금속 슬리브가 있어 총신 하모닉스 변화를 줄이고 사격 간 및 습도 및 온도와 같은 환경 변화 시 총신과 개머리판의 접촉을 더 일정하게 유지한다. 다음 모델인 M/39에는 이 업그레이드가 없다.
군사적 사용 외에도, 약 440정의 M/28–30 소총이 SAKO에서 1937년 헬싱키 세계 사격 선수권 대회에서 사용하기 위해 제조되었다.
M/28–30 모델 일련번호 60974는 유명한 핀란드 저격수 시모 해위해도 사용했다. M/28–30은 제2차 세계 대전 이전에 시민위병의 경기용 소총으로 사용되었으며, 시모 해위해의 개인 소총도 마찬가지였다. 따라서 이 소총들은 최고 등급의 총열과 신중하게 조절된 헤드스페이스로 매우 잘 제작되었다. 해위해의 소총은 2002년까지 PKarPr (북 카렐리야 여단) 박물관에 있었지만, 이후 핀란드 육군에 의해 알려지지 않은 곳으로 옮겨졌다.
- M/91–35: 핀란드 육군이 M/27과 시민위병의 M/28 및 M/28–30 소총을 대체하기 위해 제안한 모델. 시민위병은 M91/35가 정확도가 낮고 총구 섬광이 과도하다는 이유로 이 계획에 강력히 반대했다. 이 모델은 결국 채택되지 않고 M/39로 대체되었다.
- M/39: 전 대통령 페르 에빈드 스빈후부드의 이름을 따서 Ukko-Pekka라는 별명이 붙었으며,[41] 육군과 시민위병 간의 타협안으로, 모신-나강 생산을 표준화하기 위해 채택되었다. M/39는 M/28–30에서 크게 파생되었지만, 육군이 제안한 일부 변경 사항을 포함했다. M/39는 또한 개머리판에 반-피스톨 그립을 통합했지만, 일부 초기 모델은 일반적인 모신-나강 일자형 개머리판을 사용했다. 겨울 전쟁이 끝날 때까지 10정만 완성되었지만, 겨울 전쟁 후 96,800정이 생산되어 계속 전쟁에서 사용되었다. 1960년대 후반부터 1973년까지 남은 부품으로 소량이 조립되어 총 생산량은 약 102,000정에 달한다.
- M/30: 티카코스키는 1943년과 1944년에 개선된 고품질 모델 1891/30 소총을 생산했으며, M/30으로 지정되었다. 이들은 겨울 전쟁과 계속 전쟁에서 노획된 약 125,000정의 1891/30 중 일부의 새 총열과 부품, 그리고 1944년에 독일군으로부터 구매한 57,000정의 소총(대부분은 부품용으로만 적합했음)을 사용했다. 이들은 한 조각 또는 두 조각 개머리판과 소련제 구형 또는 핀란드제 칼날형 전방 조준경으로 생산되었다.[42]
- M/56: 실험용 7.62×39mm 버전.
- M/28–57: 기존의 정확한 M/28–30 소총을 기반으로 제작된 스포츠용 군사 표적 소총으로, 디옵터 조준경이 장착되었으며, 두 가지 변형으로 제작되었다. CISM 300미터 스탠더드 소총 버전과, 특수 제작된 개머리판을 가진 바이애슬론 버전으로, M/28–57 H로 지정되었다.[43]:185–187
- M/27–66 CISM 300 m 표준 소총 경기를 위한 군용 표적 소총으로, M/27에서 기존 리시버, 볼트, 방아쇠를 사용했지만, 리시버 벽을 강화하고 일부 볼트 부품을 수정했으며, 새로운 총열과 새로운 호두나무 표적 소총 개머리판, 그리고 디옵터 조준경을 설치했다. 소총의 수정은 발메트에서 이루어졌다. 일부는 저격 소총으로 사용하기 위해 조준경 베이스를 장착하기도 했지만, 표준 모델에서 추가적인 수정은 없었다.[43]:187–188저격 소총 구성의 M/28–76

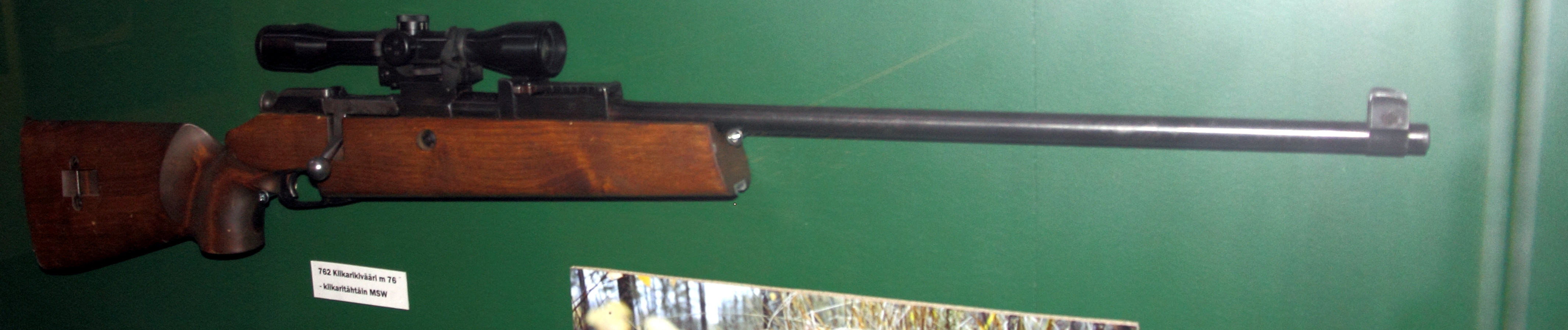
저격 소총 구성의 M/28–76

- M/28–76: CISM 300m 표준 소총 경쟁을 위한 이중 목적 저격 소총이자 표적 소총이다. 기존 M/28–30 및 M/28–57 소총을 수정하여, M/28–30 총열 및 조준경(종종 새 총열을 사용하지만 때로는 M/28–30의 원본을 사용)과 M/27–66과 동일한 프로필의 새로운 자작나무 개머리판을 사용했다. 표적 소총 버전은 디옵터 후방 조준경과 수정된 전방 조준경이 추가되었고, 저격 소총 버전은 조준경 베이스를 가지고 있었다. 소총의 수정 작업은 쿠오피오의 핀란드 국방군 Asevarikko 1('병기고 1')에서 수행되었다.[43]:113–114,188–189[44] 7.62 TKIV 85 저격 소총

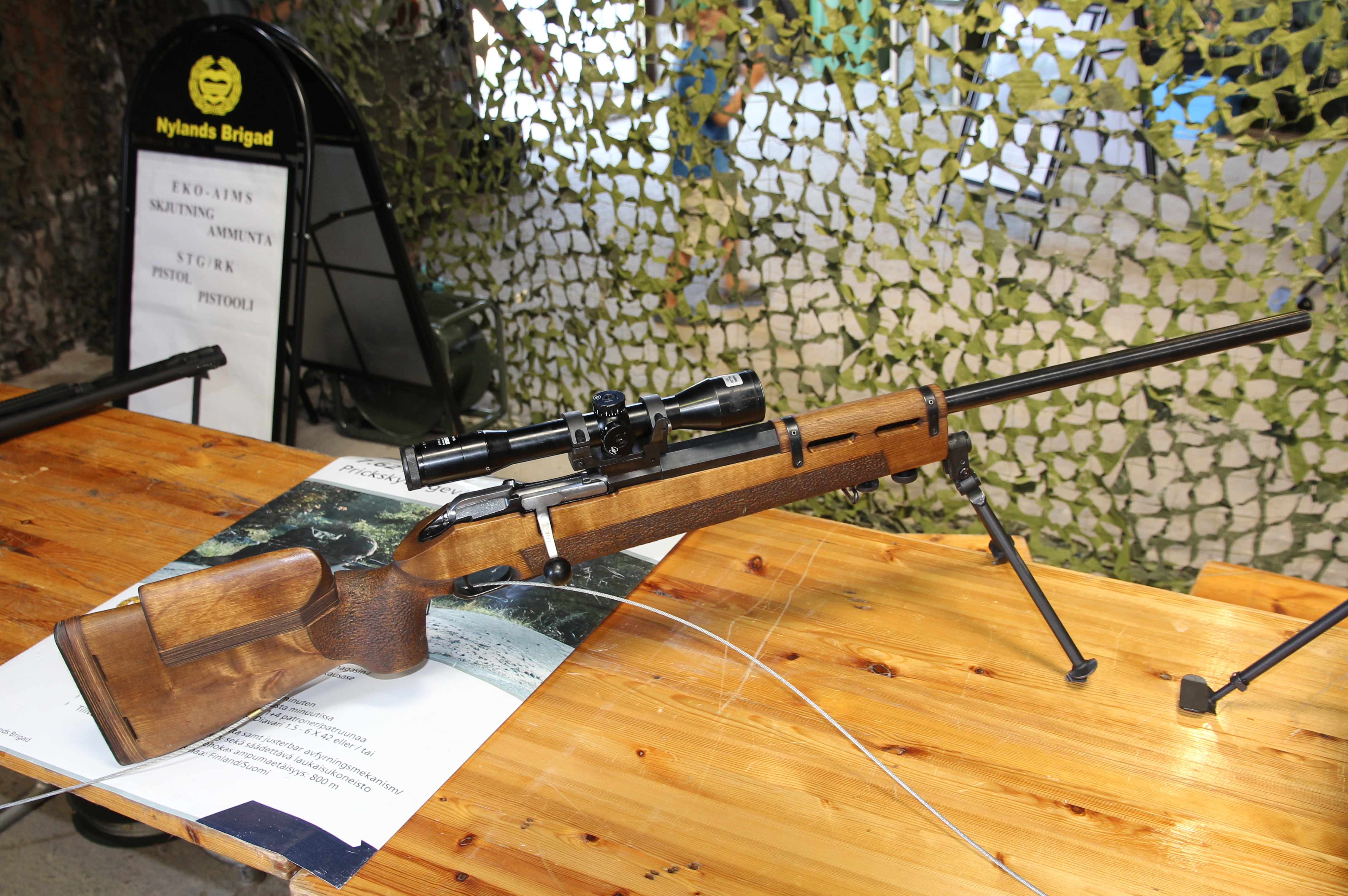
7.62 TKIV 85 저격 소총

- M/85: 모신-나강 작동 방식을 기반으로 한 더욱 포괄적인 현대화 모델로, 개머리판과 총신이 장착된 작동부 사이에 알루미늄 침상 블록이 특징이며, 총신 줄기에 부착되어 리시버와 총열이 개머리판에 자유롭게 떠 있도록 한다. 개머리판 변경 외에도 완전히 새로운 방아쇠 팩이 설계되었고, 볼트의 격발 조립체에서 안전 장치를 제거하여 격발 시간이 단축되었다. M/85는 두 가지 변형으로 제작되었다. TKIV 85 저격 소총과 CISM 300m 표준 소총 경기를 위한 표적 소총이다. 저격 소총은 조준기가 없는 중총열과 조절 가능한 뺨받이가 있는 자작나무 개머리판, 양각대, 그리고 침상 블록을 지나 총열이 자유롭게 떠 있도록 상단 총신 덮개가 총열에서 들어 올려진 밀폐형 총신 앞부분을 특징으로 하는 반면, 표적 소총은 더 가벼운 총열, 디옵터 조준경, 그리고 상단 총신 덮개가 없는 호두나무 개머리판을 특징으로 한다. 그러나 전쟁에서 사용될 가능성을 위해 모든 표적 소총에는 예비 저격 버전 개머리판이 함께 제공되었다. 기존 부품(리시버 및 볼트 조립체)의 수정과 새로운 금속 부품의 생산은 발메트에서 수행되었으며, 개머리판 제작 및 소총 조립은 FDF Asevarikko 1에서 수행되었다.[43]:114–117,189–190

### 체코슬로바키아
- VZ91/38 기총: M91/59와 매우 유사하며, 모델 1891 보병, 드라군, 코사크 소총을 잘라 기총 길이로 만든 M38 스타일의 기총이다. 이 기총은 거의 존재하지 않으며, 제작 이유는 불분명하다. M44와 마찬가지로 개머리판 오른쪽에 총검 홈이 파여 있지만, VZ91/38 설계에 총검이 포함되었다는 증거는 없다. 전방 조준경은 제2차 세계 대전 이후 M44와 유사한 넓은 베이스를 특징으로 한다.
- Vz. 54 저격 소총: M1891/30을 기반으로 했지만, 현대적인 스포츠용 화기처럼 보인다. VZ54는 체코제 2.5배율 조준경과 독특한 후방 조준경을 사용한다. 또한 잠금 나사와 Kar98k 스타일의 전방 조준경 덮개와 같이 마우저 설계의 일부 특징을 차용했다.
- VZ54/91 저격 소총: VZ54 저격 소총의 업데이트 버전. VZ54/91은 완전히 조절 가능한 콤과 개머리판을 가진 조절 가능한 바이애슬론 스타일의 개머리판을 사용한다. 총신 앞부분 아래의 레일은 조절 가능한 슬링 회전 장치와 양각대를 수용한다. SVD 드라구노프 저격 소총에도 사용되는 소련제 PSO-1 조준경이 측면 플레이트에 장착된다. VZ54의 전방 및 후방 조준경을 유지한다.

### 중국

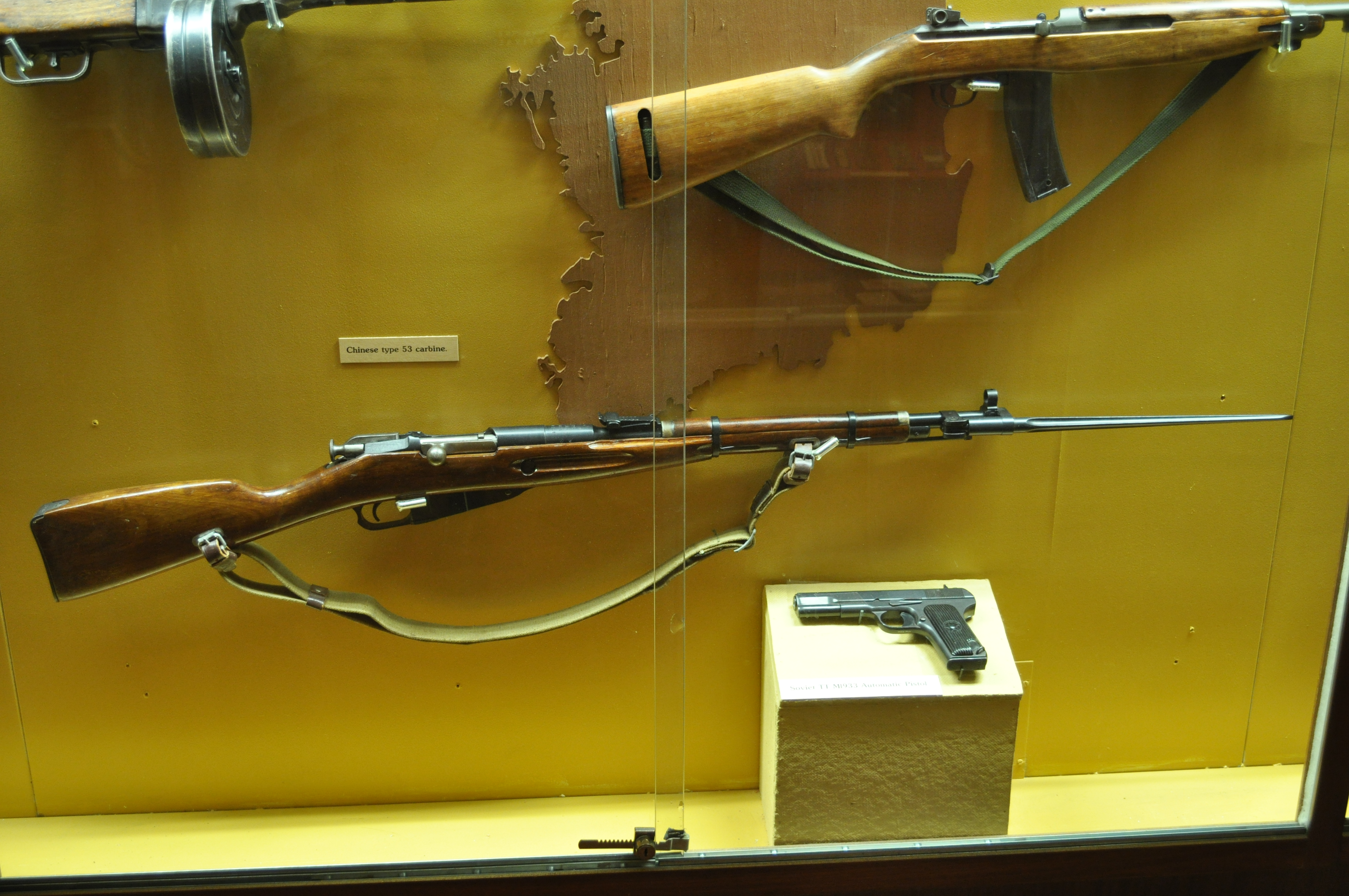
6.25 전쟁 당시 미군이 노획한 중국 53식 기총

- 53식: 전후 소련 M1944 기총의 라이선스 생산 버전. 미국으로 수입된 많은 기총이 중국 현지 부품과 잉여 소련 부품으로 제작되었기 때문에, 이러한 혼합이 언제 발생했는지에 대한 논쟁이 많다. 53식은 영구적으로 부착된 접이식 총검이 있는 것과 없는 것 모두 발견되지만, 전자가 훨씬 흔하다. 중국 53식 기총은 1953년부터 1950년대 후반/1960년대 초반까지 중국 인민해방군에서 광범위하게 사용되었으며, 이 시기에 인민해방군은 중국 56식 기총과 중국 56식 자동소총으로 전환했다. 많은 53식 기총은 중국의 인민 민병대와 베트남 민주공화국에 지급되었으며 (많은 기총이 베트남 공화국의 민족 해방 전선 손에 들어갔다), 1960년대와 1970년대에는 크메르 루주에게도 지급되었다. 인민 민병대는 1982년에 현대적인 무기로 대체될 때까지 53식을 사용했다. 대약진 운동과 문화대혁명 기간 동안 인민 민병대가 53식 기총을 광범위하게 사용했다는 일부 증거가 있다 (문화대혁명 기간 동안 홍위병의 많은 구성원들이 인민 민병대와 인민해방군에 의해 무장되고 훈련받았다). 상당수의 53식 기총이 1960년대에 중국에 의해 알바니아와 몇몇 아프리카 국가들에게 군사 원조로 제공되었다. 이 기총 중 일부는 1990년대 후반 코소보 해방군의 손에 나타났다.
- T53 단발식 초기 탄속 시험 기총: 이 매우 희귀한 7.62×39 변형은 7.62×39 탄약통 시험을 위해 특별히 제작된 단발식 기총이다. 이 기총의 알려진 유일한 예시는 1960.11의 총열 자루 표시를 가지고 있으며, 이는 1960년 11월경에 제작되었음을 나타낸다. 이 기총 중 중국에서 미국으로 수출된 것은 단 두 개만 알려져 있다. 이 기총은 푸른색 마감, 20.5인치 총열, 덮개형 기둥 전방 조준경, 고정식 후방 조준경, 일자형 볼트 핸들, 부드러운 나무 총신 덮개, 핑거 그루브가 있는 일자형 그립 개머리판 및 부드러운 금속 개머리판을 가지고 있다. 7.62×39 탄약통은 수동으로 약실에 장전된다. 볼트는 약실에 탄약통을 중앙에 오도록 수정된 볼트 헤드를 가진 표준 모신-나강 볼트이다.[45]틀:Fcn

### 헝가리
- 모신-나강 모델 1948 보병 소총 Gyalogsági Puska, 48.M (48.Minta): 부다페스트의 FÉG (Fémáru- Fegyver- és Gépgyár Rt.) 공장에서 생산된 이 고품질 버전의 소련 모델 1891/30은 1949년부터 1955년까지 생산되었을 가능성이 있다. 이들은 고품질 마감과 모든 부품에 "02" 스탬프가 특징이다.[46]
- Fémaru- Fegyver- és Gépgyár (FÉG)은 1950년대 48을 기반으로 M1891 저격 버전을 제조했다. 이 모델은 베트남 전쟁 동안 베트남 인민군 (NVA)에 의해 광범위하게 사용되었다.[47] PU 3.5배율 광학 장치가 장착된 헝가리 M/52 소총

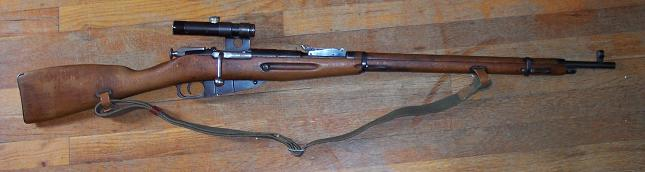
PU 3.5배율 광학 장치가 장착된 헝가리 M/52 소총

- M/52: 원래 소련 모델 1891/30 저격 소총의 직계 복제품. 식별 특징:
  - 어두운 푸른색 강철과 고품질 가공.
  - 소총의 모든 구성 요소에 "02" 스탬프가 찍혀 있어 헝가리에서 제조되었음을 나타냄.
- M44 패턴: 전후 소련 M44 기총의 국내 생산 버전으로 "02" 스탬프가 찍혀 있다.

### 루마니아

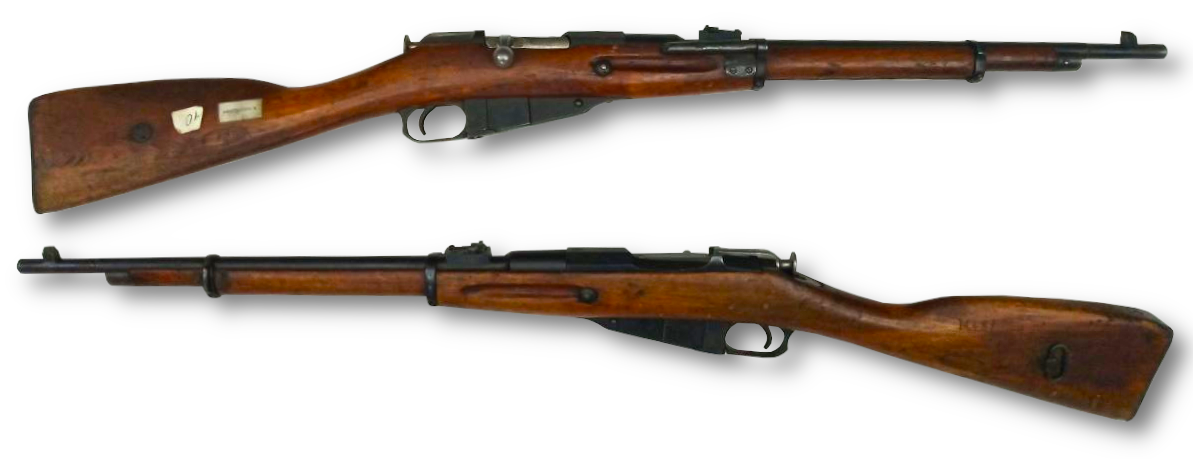
모델 1891 루마니아 1930년대 기총 개조

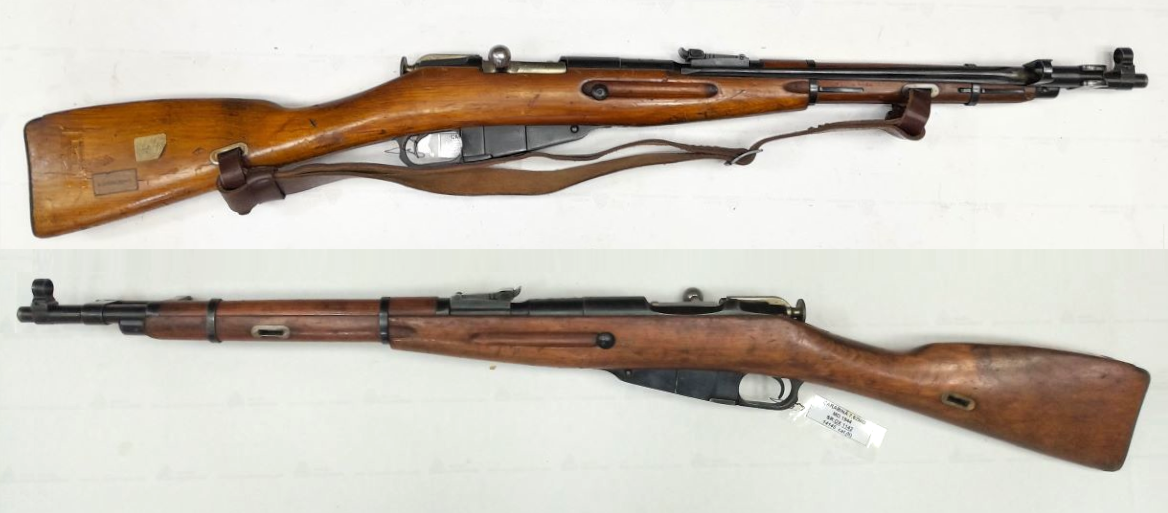
1954년 쿠지르 생산 M44 모신

- 소총의 많은 구성 요소에 화살표가 있는 삼각형 모양의 표시. 일반적으로 세 개의 "R"이 교차하는 줄기 (잎이 바깥쪽을 향함)로 둘러싸여 있다. 연도 각인이 매우 선명하게 보인다. 방아쇠 조립체는 루마니아 91/30에서 독특하며 조정 가능하다. 다른 모신 소총과 호환되지 않는다.
- 1930년대 기총: 제1차 세계 대전 후, 루마니아는 러시아로부터 많은 모신-나강을 노획했다. 더 많은 기총이 필요했기 때문에, 1930년대 중후반에 10,000정의 모신-나강 기총 개조 주문이 이루어졌다. 소총에 추가된 수정 사항으로는 구부러진 볼트 핸들, 새로운 후방 조준경, 원래 총구 제거, 총열 단축, 그리고 총검을 고정하기 위한 금속 하우징 추가 등이 있었다. 이 기총은 루마니아가 소련 블록에 편입된 후에도 제2차 세계 대전 이후에도 계속 사용되었다.[48]
- M44 패턴: 전후 소련 M44 기총의 국내 생산 버전으로 1953년부터 1955년까지 생산되었다. 소련 패턴과의 차이는 미미하다.
- 소음기 장착 M44 패턴:[49] M44의 국내 생산 적응형으로, 긴 일체형 소음기와 PSL 소총에 사용된 것과 동일한 LPS 4×6° TIP2 망원 조준경을 갖추고 있다. 소수만 수정되었으며, 세쿠리타테의 매우 작은 대테러 부대인 USLA에서 사용되었다.
- M91/30 패턴: 1955년에 국내 생산된 소련 패턴 M91 버전. 일부 총기에는 "INSTRUCTIE"라고 표시되어 있으며, 침략 시 2차 방어선으로 예비 보관되어 있다. Instructie 표시는 일반적으로 (항상은 아니지만) 개머리판에 넓은 붉은색 띠와 함께 표시된다. 일부 수집가들은 이 총기들이 발사하기에 안전하지 않다고 생각하지만, 대부분은 잘 마모되고 다소 방치되었음에도 불구하고 양호한 작동 상태를 보이는 것으로 보인다. "EXERCITIU" 표시는 훈련 목적으로만 사용된 것으로 보이는 소총에서 발견된다. "EXERCITIU" 소총은 개머리판 전체에 검은색 페인트가 칠해져 있어 쉽게 식별할 수 있다. 격발 핀이 잘려 있고 많은 경우 올바른 작동에 중요한 부품이 없기 때문에 발사할 의도로 제작된 것이 아니다.

### 폴란드
- wz. 91/98/23: 7.92mm×57 마우저 탄약으로 개조되었으며, 테두리 없는 탄약을 급탄하도록 탄창이 수정되었다. 원래 러시아 스파이크 총검을 사용했다.
- wz. 91/98/25: 7.92mm×57 마우저 탄약으로 개조되었으며, 테두리 없는 탄약을 급탄하도록 탄창이 수정되었고 마우저 1898 총검을 사용할 수 있도록 총검 장착 바가 추가되었다.
- wz. 91/98/26: 7.92mm×57 마우저 탄약으로 개조되었으며, 테두리 없는 탄약을 급탄하도록 탄창이 수정되었고 마우저 1898 총검을 사용할 수 있도록 총검 장착 바가 추가되었다. 마우저 패턴 소총과 유사한 수정된 두 조각 배출기/차단기를 가지고 있다.
- wz. 44: 폴란드 "써클 11"로 표시된 전후 소련 M44 기총의 국내 생산 버전.
- wz. 48: 모신-나강 M38 기총의 모습을 본뜬 폴란드 단발식 군사 훈련용 소총. 1948년부터 1960년까지 생산되었으며, wz48은 체코 및 폴란드 군사 사관생도 훈련에 사용되었다. .22 롱 라이플 탄약을 사용한다.

### 미국
- 러시아 3선 소총, 구경 7.62mm (.30인치): 절박한 무기 부족과 아직 개발 중인 국내 산업의 단점 때문에, 러시아 정부는 레밍턴 암스에 150만 자루의 M1891 보병 소총을, 뉴 잉글랜드 웨스팅하우스 컴퍼니에 180만 자루를 계약하여 미국에서 생산하도록 주문했다. 이 소총들 대부분은 10월 혁명 발생과 그에 이은 브레스트-리토프스크 조약 체결로 동맹국과 소비에트 러시아 간의 적대 행위가 끝나기 전에 인도되지 않았다. 볼셰비키가 새 정부를 구성했을 때, 그들은 미국 병기창과의 러시아 제국 계약을 불이행하여, 뉴 잉글랜드 웨스팅하우스와 레밍턴은 수십만 자루의 모신-나강을 떠안게 되었다. 미국 정부는 나머지 재고를 매입하여 레밍턴과 웨스팅하우스를 파산에서 구했다. 대영제국의 소총들은 1918년과 1919년 러시아 내전 연합국 개입 당시 북러시아에 파견된 미군과 영국군 원정대에 무장되었다. 미국에 남아있던 소총들은 주로 미군 훈련용으로 사용되었다. 일부는 미국 주방위군, SATC 및 ROTC 부대에 보급되었다. 수집가들은 이 소총들을 "미국 탄창식 소총, 7.62mm, 1916년형"이라고 부르기 시작했지만, 이 명칭에 대한 공식적인 출처는 아직 밝혀지지 않았다. 병기 문서에서는 이 소총들을 "러시아 3선 소총, 구경 7.62mm (.30인치)"라고 언급한다.[50] 1917년, 이 소총들 중 50,000자루가 블라디보스토크를 통해 시베리아의 체코슬로바키아 군단에 보내져 프랑스로의 통과를 확보하려는 그들의 노력을 도왔다. 전간기 동안, 미군이 인수한 소총들은 현재 민간 사격 프로그램의 전신 기관인 민간 사격 책임자 사무소를 통해 미국의 민간인들에게 판매되었다. 이 소총들은 각각 3.00달러에 판매되었다. 미국 표준 .30-06 스프링필드 림리스 탄약통에 맞게 개조되지 않은 이 소총들은 수집가들에게 소중히 여겨지는데, 다른 국가에서 미국으로 수입된 군사 잉여 총기에 법적으로 각인 또는 새겨야 하는 수입 마크가 없기 때문이다.

### 우크라이나
- VM MP-UOS(우크라이나어판): 2015년, 우크라이나 국영 Ukroboronservice(우크라이나어판)는 현대화된 M1891/30 저격소총을 개발했다. 이 소총은 알루미늄 합금 및 폴리머 복합 재료 개머리판, 분리형 탄창, 광학 조준경 장착용 피카티니 레일, 접이식 망원 양각대를 갖추고 있으며, 총구 제동기 또는 소음기를 장착할 수 있다.[51] 시제품은 2015년 11월 13일에 공개되었다.[52] 2016년 3월 18일, 우크라이나 국민방위군 저격 훈련 센터에 10정의 소총이 시험용으로 인도되었다.[53]

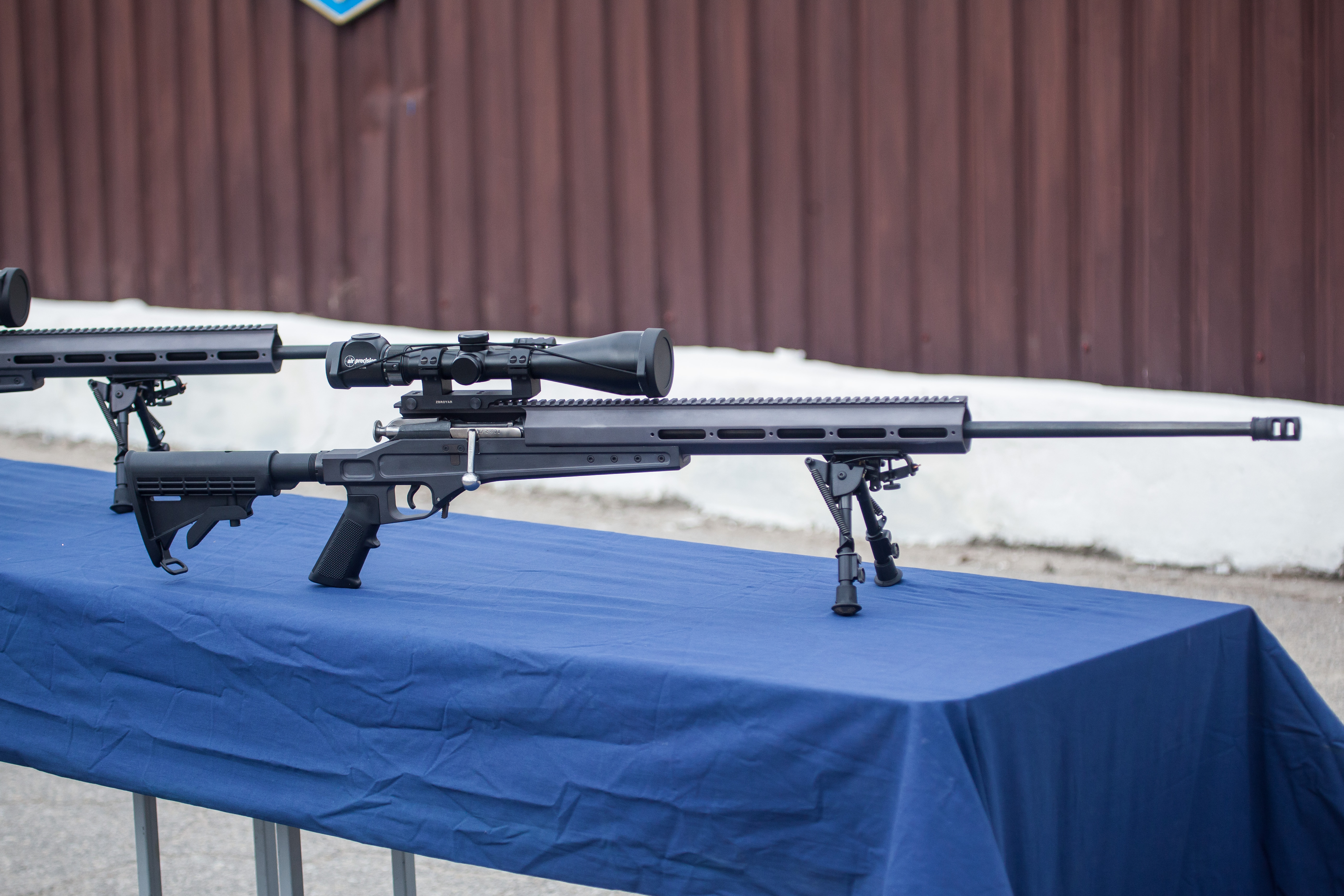
총구 제동기가 장착된 VM MP-UOS. 모신-나강의 특징적인 볼트를 볼 수 있다.
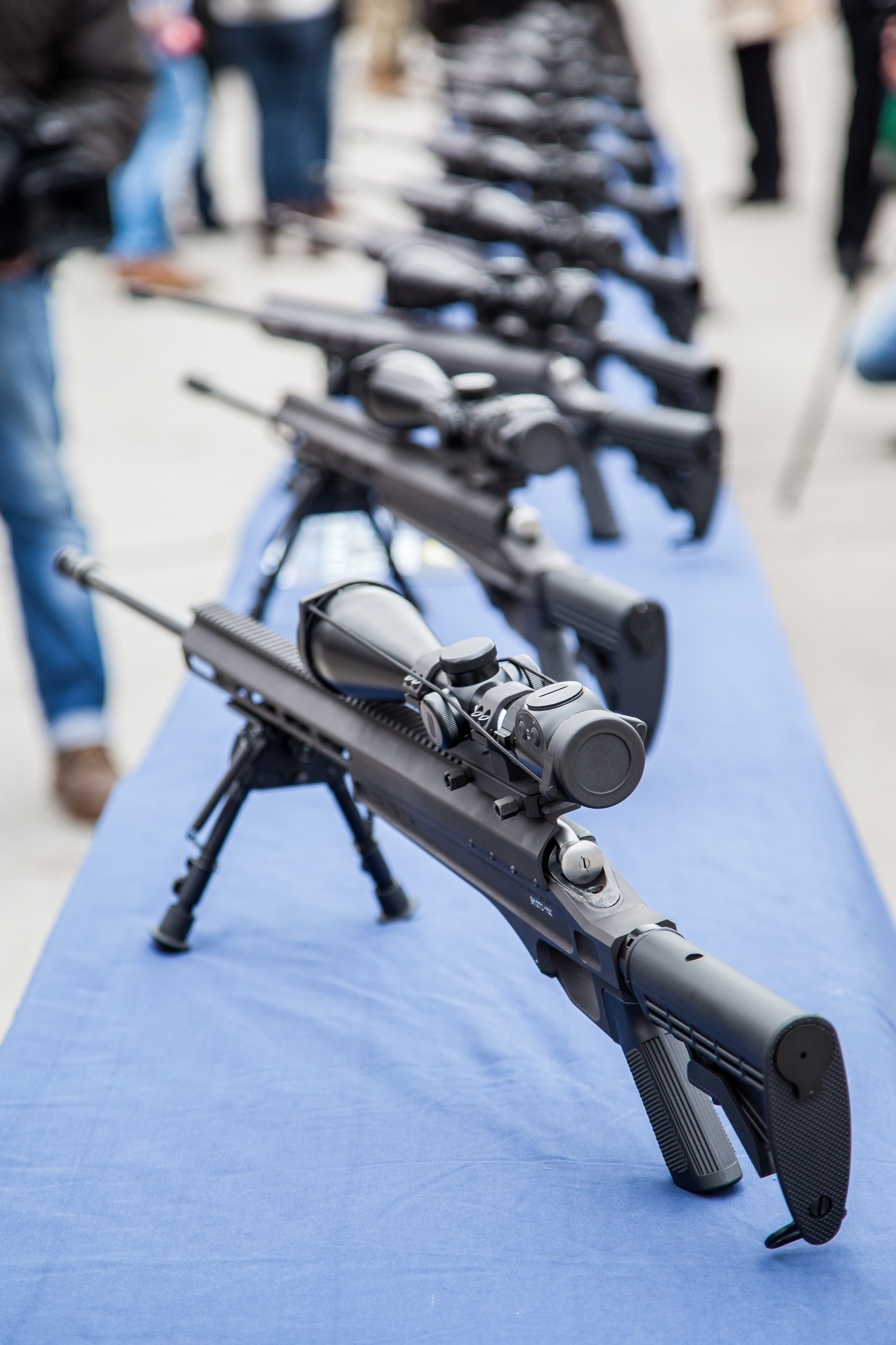
왼쪽 면.
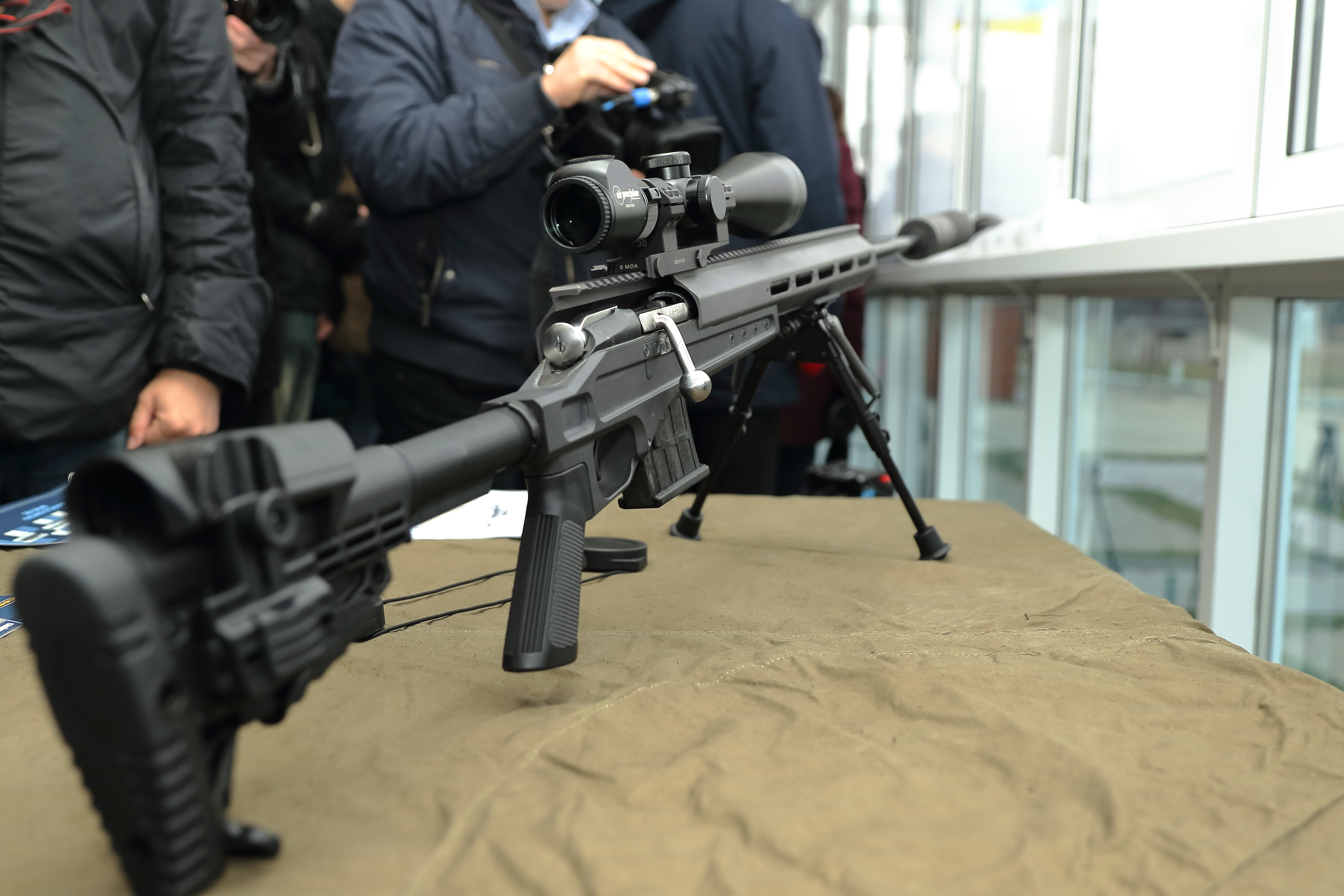
소음기와 분리형 탄창이 장착된 모습.

## 민수용
모신-나강은 핀란드군이 현대화되고 소총을 퇴역시키면서 1960년대부터 수출되었다. 이들 대부분은 서방 국가에서 저렴한 잉여품으로 판매되었다.
소련에서는 잉여 군용 기총(총검 없음)이 민간 사냥 무기로 판매되었다. 또한, 모신-나강 작동 방식은 소수의 상업용 소총 생산에 사용되었는데, 가장 유명한 것은 1960년대와 1970년대 유럽으로 수출된 보스토크 브랜드 표적 소총으로, 표준 7.62×54mmR 탄약과 장거리 사격용으로 설계된 원래 탄약의 넥다운 버전인 6.5×54mmR 탄약을 사용했다. 6.5×54mmR 탄약을 사용하는 소총은 넥다운된 7.62×54mmR 탄약을 사용했으며, 국제 올림픽 위원회가 종목 규칙을 수정하여 사거리를 50미터로 줄이고 모든 참가자가 .22 LR 탄약을 사용하는 소총을 사용하도록 요구하기 전까지 소련 올림픽 바이애슬론 팀의 표준 소총이었다.
뉴 잉글랜드 웨스팅하우스와 레밍턴에서 생산된 모델 1891 중 상당수는 전간기 동안 미 정부가 민간 사격 책임자를 통해 미국의 민간인들에게 판매되었다. 이 미국제 모신-나강 중 상당수는 도매업자에 의해 미국 표준 .30-06 스프링필드 림리스 탄약통으로 재장전되었다.
철의 장막의 몰락과 함께, 많은 양의 모신-나강이 수집품 및 사냥용 소총으로 러시아 외부 시장에 진출했다. 제2차 세계 대전 중 소련의 소화기 산업이 막대한 잉여 생산을 했고, 구 소련이 오래되었지만 잘 보존된 대량의 잉여품을 보유하고 저장하는 경향이 있었기 때문에 (다른 국가의 군대가 비슷한 연식의 장비를 처분한 지 오래된 후에도), 이 소총들(대부분 M1891/30 소총과 M1944 기총)은 같은 시대의 다른 잉여 무기들에 비해 저렴하다.

## 사용국

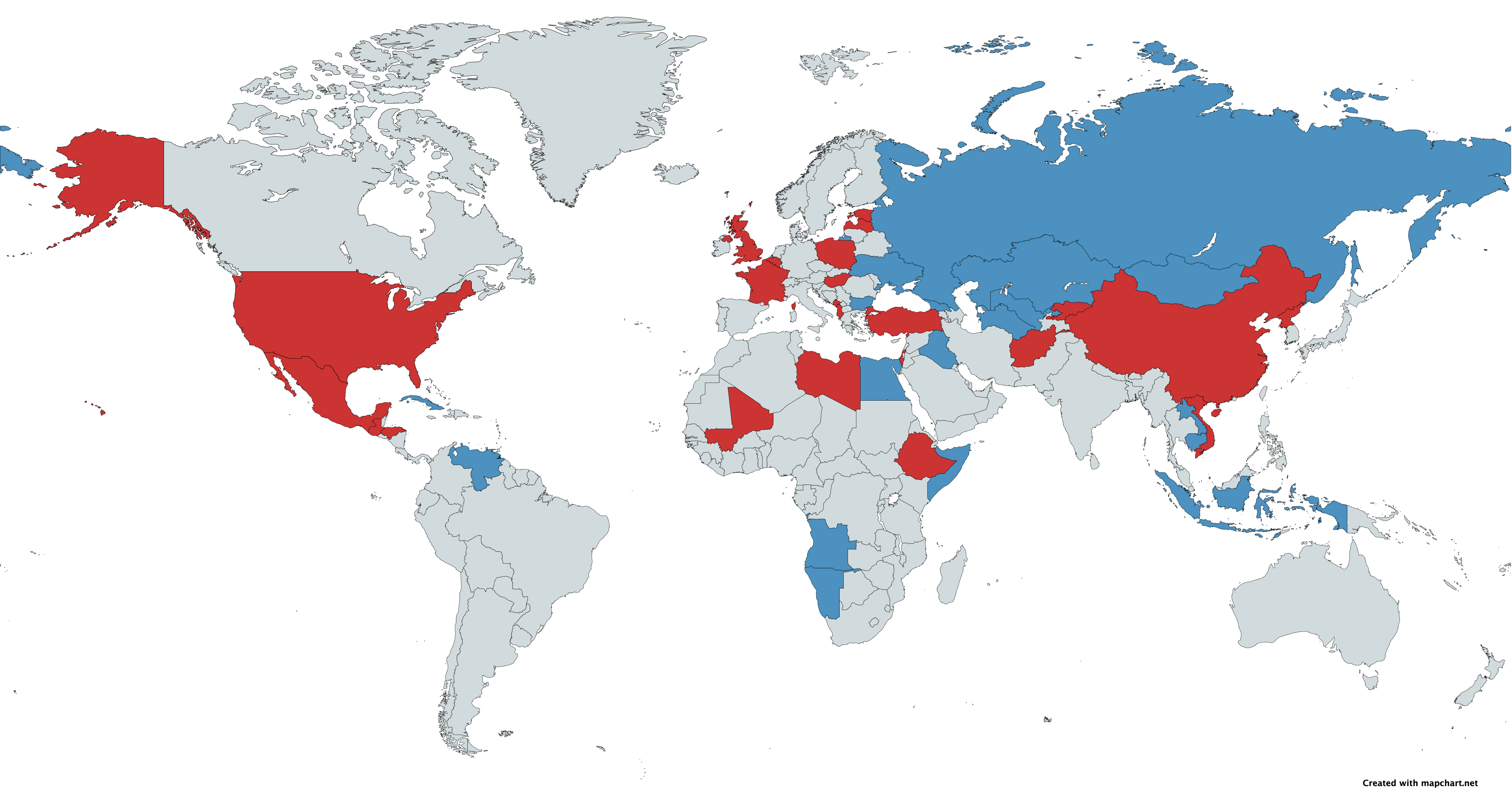
현재 모신-나강 사용국은 파란색, 이전 사용국은 빨간색으로 표시된 지도.

### 현재 사용국
- 앙골라: 중화인민공화국으로부터 획득.[55]
- 불가리아: 첫 M1891은 1890년대 러시아 제국으로부터 받았다.[56] 불가리아는 1950년대에 새로운 소총을 받았다.[57] 현재 101 알프스 연대에서 여전히 사용 중이다.[58]
- 캄보디아: 냉전 기간 동안 중화인민공화국으로부터 획득.[59]
- 쿠바: 냉전 기간 동안 소련과 중화인민공화국으로부터 획득.[55]
- 이집트: 냉전 기간 동안 소련으로부터 획득.[60]
- 핀란드: 모신-나강 작동 방식에 기반한 7.62 TKIV 85 저격 소총.[43]:114–117,189–190[61] 다른 변형은 구식으로 서비스에서 제외되어 판매되었다.
- 조지아: 1991년 독립 후 소련으로부터 물려받았다. 1991년부터 2004년까지 군대에서 저격 소총으로 사용되었고, 더 현대적인 무기로 대체되었으며, 현재는 의례용 무기로 사용된다.[62][63]
- 인도네시아: 해병대에서 훈련용으로 사용.[64]
- 이라크[65]
- 카자흐스탄: 독립 후 소련으로부터 물려받았다.[66]
- 라오스: 중화인민공화국, 베트남 민주공화국, 소련으로부터 받았다.
- 몽골
- 나미비아
- 러시아: 의례용.[67] 러시아-우크라이나 전쟁에서 소량 사용된 바 있다.[68][69]
- 소말리아
- 투르크메니스탄
- 우크라이나 (내무부 소속 일부 보안 부대): 돈바스 전쟁 중 친정부 민병대에 의해 일부 사용되었다.[70][71]
- 우즈베키스탄
- 베네수엘라: 베네수엘라 볼리바르 국민 민병대에서 표준 제식 소총으로 사용.

#### 비국가 사용자
- 도네츠크 인민공화국: 돈바스 전쟁과 2022년 러시아의 우크라이나 침공 중에 사용되는 모습이 포착되었다.[72]
- 타흐리르 알샴[73]
- 루간스크 인민공화국: 돈바스 전쟁과 러시아의 우크라이나 침공 중에 사용되는 모습이 포착되었다. PU 조준경이 달린 모신-나강도 저격수에 의해 사용되는 모습이 포착되었다.[74][75]
- 빛나는 길: 중화인민공화국으로부터 획득.[55]
- 시리아[76]

### 이전 사용자
- 아프가니스탄 이슬람 공화국: 1930년대 아프간군이 획득. M44 변형은 구 아프간 의장대에서 사용되었다.[66]
- 알바니아[66]
- 벨기에[77]
- 아르메니아 제1공화국: 1918년 독립 시 러시아 제국으로부터 물려받았다.[78]
- 오스트리아-헝가리 제1차 세계 대전 중 노획,[79] 1920년대 핀란드에 판매.[56]
- 아제르바이잔: 1918년 독립 시와 1991년 독립 후 모두 소련으로부터 물려받았다.
- 중화민국: 군벌 시대에 소련 또는 백계 러시아인으로부터 공급되었으며, 대부분 국민혁명군 또는 군벌 군대에 공급되었다.[80]
- 중화인민공화국: 1930년대와 1940년대에 소련으로부터 모신 변형 소총을 받았다. M44 기총은 6.25 전쟁에서 중국인민지원군이 사용했다.[66] M44 기총의 라이선스 복제품 (53식)이 인민해방군과 인민 민병대를 위해 중국에서 생산되었다. 또한 인민무장경찰삼림부대(중국어판)의 전신인 "산림 보호 경찰"에 의해 사용되었다.[81]
- 체코슬로바키아: 제1차 세계 대전 후 마우저 변형으로 전환하기 전까지 체코슬로바키아 군단에서 모델 1891을 잠시 사용했다. 1948년 소련의 지원을 받은 쿠데타 이후, 체코슬로바키아는 1950년대 후반부터 M91 소총을 M91/38 기총으로 개조하기 시작했다. 체코인들은 Vz.54 저격소총으로 알려진 모신 파생형 저격소총을 개발했다.[66]
- 에스토니아: 독립 후 러시아 제국으로부터 대량의 모델 1891을 물려받았다. 소련의 합병 전까지 핀란드 M28/30과 같은 핀란드 변형과 모델 1891/33 및 모델 1891/38과 같은 국내 생산 에스토니아 변형을 획득했다.[82]
- 에티오피아 제국: 1912년, 러시아의 항의에도 불구하고, 에티오피아군은 일본으로부터 수천 정의 노획된 러시아 소총을 구매했는데, 이 소총들은 기술 상태가 매우 좋지 않았다.[83] 오가덴 전쟁 중 일부 M44 기총을 받았다.[84]
- 프랑스: 샤텔로 병기창은 러시아의 재무장을 가속화하기 위해 러시아 제국과의 계약에 따라 1892년부터 1895년까지 50만 정의 모델 1891을 생산했다.[66]
- 동독:[66][85] M44 변형 (카라비너 44로 지정)은 1950년대와 1960년대에 그렌츠트루펜(국경수비대)과 KdA(노동자 전투단)에서 사용되었다.
- 독일 제국: 제1차 세계 대전 중 노획되었으며, 1920년대에 핀란드에 판매되었다.[86]
- 나치 독일: 바르바로사 작전 중 대량의 소련 무기가 노획되어 게베어 252-256 시리즈로 지정되었다.[87]
- 그레나다: 그레나다 침공 후 미 해병대에 의해 53식이 보고되었다.[55]
- 과테말라: 1954년 쿠데타 중 CIA가 M91 및 M91/30 소총을 공급했다. 보고에 따르면 이 소총들은 Interarmco를 통해 획득되었다.[88]
- 온두라스: 제2차 세계 대전 직전 배너맨 회사에서 30-06으로 개조된 잉여 모신 소총을 구매했다.[89]
- 헝가리: 1950년부터 1954년까지 소련으로부터 획득한 M91/30 및 M44, PU 저격 변형을 생산했다. 1956년 헝가리 혁명 중에 사용되었다.[66]
- 이스라엘: 하가나에서 사용.[90]
- 이탈리아 왕국: 제1차 세계 대전 후 오스트리아-헝가리로부터 일부를 전쟁 배상금으로 받았고, 이는 핀란드에 판매되었다.[91]
  -  레시스텐자: 나중에 이탈리아 내전 중 파르티잔에 의해 사용되었다.[92]
- 일본 제국: 러일 전쟁 중 러시아 제국군으로부터, 시베리아 개입 중 볼셰비키군으로부터 M1891 소총이 노획되었다. 많은 수가 단발식 훈련 소총으로 개조되었다.[93]
- 코소보 해방군: 53식 소총 사용.[55]
- 키르기스스탄: 독립 후 소련으로부터 물려받았다.
- 라트비아: 독립 후 구 러시아 제국으로부터 많은 양의 모델 1891을 물려받았다. 소련의 합병 전까지 소량의 국내 생산 모델 1891/30을 생산했다.[60]
- 리비아[94]
- 말라야 공산당: 소련으로부터 소량 지원.[3]
- 말리: 아자와드 해방을 위한 인민 운동[95]
- 멕시코: 제1차 세계 대전 후 5,000정의 미국제 소총을 받았다.[96]
- 몬테네그로 공국:[97] 1898년~1905년에 40,000정이 구매되었으며, 제1차 발칸 전쟁 당시 표준 소총이었다. 현지에서는 '모스코프카'로 알려져 있었다.[98]
- 조선민주주의인민공화국[99][100]
- 폴란드[66][101]
- 루마니아 왕국: 제1차 세계 대전 말기에 사용되었다.[102] 제2차 세계 대전 중 소련으로부터 노획되었으며, 연합국에 가입한 후 원조로도 받았다.[103]
- 루마니아 사회주의 공화국[66][104]
- 러시아 제국[66]
- 세르비아 왕국[97][56]
- 스페인: 멕시코와 소련으로부터 보내졌다.[105]
- 소련[66]
- 튀르키예: 1914년부터 1940년대까지 사용되었다. 제1차 세계 대전 (노획 소총)과 튀르키예 독립 전쟁 (소련 공급 소총)에서 사용되었다.[106][107]
- 영국: 시베리아 개입 중에 사용되었다.[93]
- 미국: 레밍턴 암스와 뉴 잉글랜드 웨스팅하우스 컴퍼니에서 3선 소총, 1916년형으로 계약 생산되었으며, 처음에는 러시아 제국군을 위한 것이었다. 차르 정권 붕괴 후, 남아있는 소총들은 국민군, JROTC, SATC뿐만 아니라 북러시아 개입 기간 동안 미국 병사들에게 지급되어 볼셰비키의 손에 넘어가는 것을 막았다.[108][109]
- 베트남: 이전에 베트민,[110] 남베트남 민족해방전선,[111] 베트남 인민군이 사용했다.[112][55] M44/53식 기총은 K44 또는 붉은 개머리판 소총으로 알려져 있었고, 착탈식 유탄 발사기인 AT-44가 설계되었다.[113] 베트남 인민군 또한 M1891/30을 저격소총으로 개조하여 사용했다.[111]
- 유고슬라비아[60]

## 같이 보기
- 러시아의 무기 목록

### 참고 문헌
- Bowser, Doug. 《Rifles of the White Death》.
- Harriman, Bill (2016년 10월 20일). 《The Mosin-Nagant Rifle》. Weapon 50. Osprey Publishing. ISBN 9781472814159.
- Kokalis, Peter G. (2003.) "White Death." The Shotgun News Treasury Issue Volume 4. Primedia Publishing.
- Lapin, Terence W. (2003). 《The Mosin–Nagant Rifle》 3판. Tustin, California: North Cape Publications. ISBN 1-882391-21-7.
- Lapin, Terence W. (2007). 《The Mosin–Nagant Rifle》 4판. Tustin, California: North Cape Publications. ISBN 978-1-882391-21-9.
- Lapin, Terence W. (2013). 《The Mosin–Nagant Rifle》 6판. Tustin, California: North Cape Publications. ISBN 978-1-88239121-9.
- Lewis, Chuck (October 2005). 《Military Heritage》. 《Civil War Quarterly》 7. 26–27, 70–71쪽. ISSN 1524-8666.
- Menning, Bruce W. (1992). 《Bayonets Before Bullets: The Imperial Russian Army, 1861–1914》. Indiana University Press. ISBN 0-253-33745-3..
- Palokangas, Markku (1991). 《Sotilaskäsiaseet Suomessa 1918–1988》 [핀란드 군용 소화기 1918–1988] (핀란드어). Suomen asehistoriallinen seura. ISBN 978-951-25-0518-0.
- “Current Mosin–Nagant rifles being produced”. 《Molot》. 2013년 6월 24일에 원본 문서에서 보존된 문서.
- Erenfeicht, Leszek; Konstankiewicz, Andrzej (2016). 《Karabiny Mosin》 [모신 소총]. Wielki Leksykon Uzbrojenia Wrzesień 1939 (폴란드어) 84. Warsaw: Edipresse Polska. ISBN 978-83-7945-308-5.
- Galeotti, Mark (2019년 6월 27일). 《Armies of Russia's War in Ukraine》 (영어). Bloomsbury Publishing. ISBN 978-1-4728-3345-7. 2023년 7월 30일에 확인함.